# Joe Biden

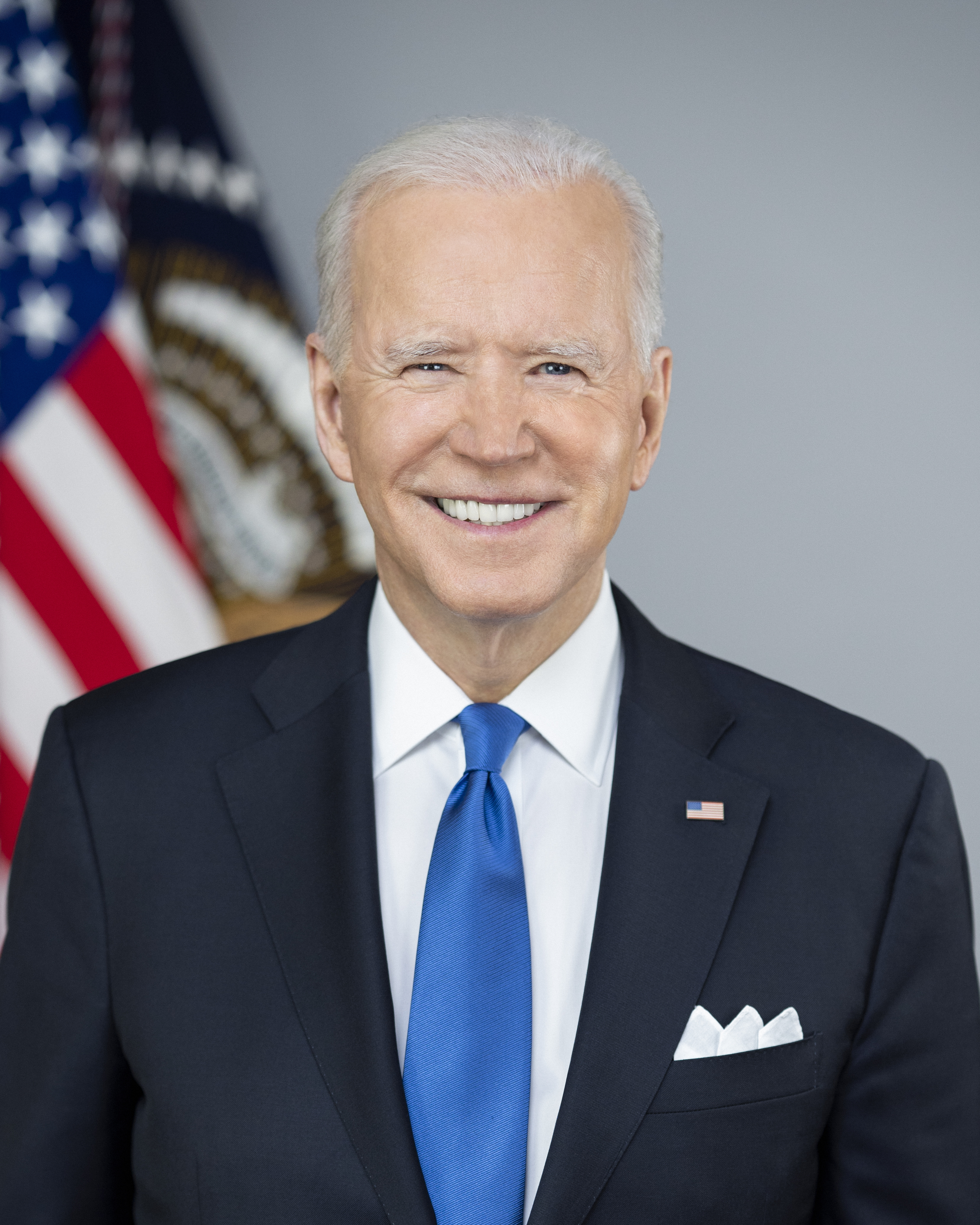
Joe Biden (offizielles Porträtfoto, 2021)

Joseph „Joe“ Robinette Biden, Jr. (Aussprache [ˈd͡ʒoʊ̯zəf ˌɹɑbɪˈnɛt ˈbaɪ̯dən], * 20. November 1942 in Scranton, Pennsylvania) ist ein US-amerikanischer Politiker der Demokratischen Partei. Er war von 2021 bis 2025 der 46. Präsident der Vereinigten Staaten. Von 1973 bis 2009 gehörte er als Vertreter des Staates Delaware dem US-Senat an. Von 2009 bis 2017 war er in der Amtszeit Barack Obamas der 47. Vizepräsident der Vereinigten Staaten.
Biden studierte Geschichte und Recht und war vor seiner politischen Karriere als Rechtsanwalt tätig. Er verlor seine erste Frau Neilia und eine Tochter durch einen Autounfall sowie einen Sohn durch Krankheit. 1972 wurde er als 29-jähriger Lokalpolitiker in den US-Senat gewählt. Dort wirkte er auf die Verschärfung des Strafrechts hin und profilierte sich als Außenpolitiker sowie als katholischer Vertreter der politischen Mitte. An der Seite von Barack Obama gelang ihm 2008 und 2012 die Wahl zum Vizepräsidenten.
2020 setzte sich Biden gegen starke innerparteiliche Konkurrenz vor allem vom linken Parteiflügel als Präsidentschaftskandidat der Demokraten und Herausforderer Donald Trumps durch. In der US-Präsidentschaftswahl 2020 schlug Biden Trump mit 51,3 % der Stimmen und 306 gegen 232 Wahlleuten. Im Januar 2021 trat er das Amt vor dem Hintergrund der COVID-19-Pandemie und der Erstürmung des Kapitols durch Trump-Anhänger als bisher ältester Präsident in der amerikanischen Geschichte an. Im April 2023 gab Biden seine Kandidatur bei der Präsidentschaftswahl 2024 bekannt, zog sie jedoch im Juli 2024 aus Altersgründen zurück.

## Familie, Ausbildung und Beruf

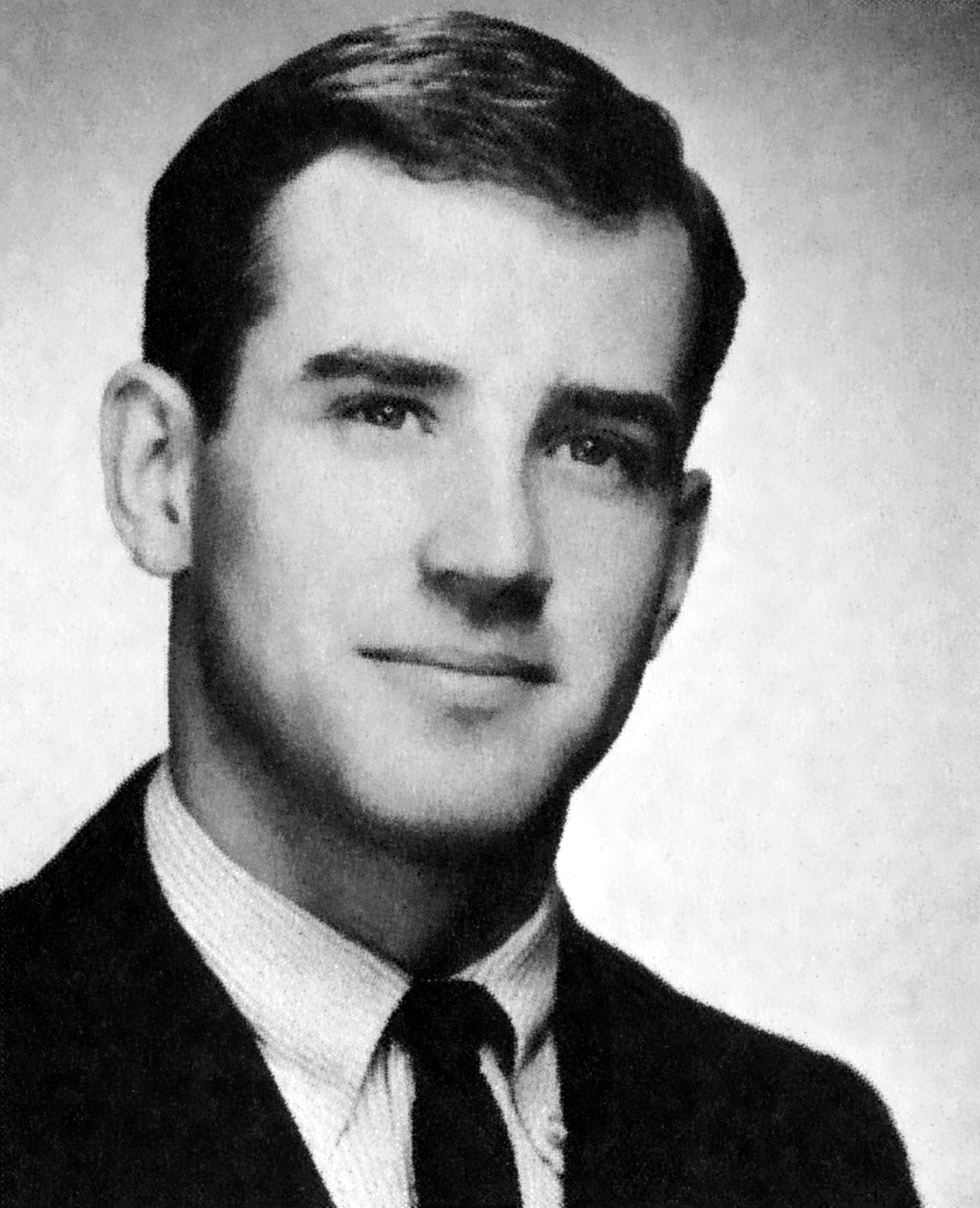
Joe Biden im Jahrbuch der University of Delaware von 1965

### Herkunft
Joe Biden, der Sohn von Joseph „Joe“ Robinette Biden, Sr. (1915–2002) und Catherine Eugenia „Jean“ Finnegan (1917–2010), wuchs mit zwei Brüdern, James Brian und Francis W., und einer Schwester, Valerie, auf. Die Familie ist römisch-katholisch und irischer Herkunft. Bidens väterliche Abstammungslinie führt nach England zurück: Sein Ur-Ur-Ur-Großvater war der Steinmetz William Biden, der 1789 in dem Dorf Westbourne in der südenglischen Grafschaft Sussex geboren wurde und 1820 als Einwanderer im US-Bundesstaat Maryland registriert wurde. Dessen ungeachtet betonte Biden öffentlich nur seine irischen Wurzeln.

### Ausbildung und Beruf
Als Joe Biden Jr. zehn Jahre alt war, siedelte die Familie nach Claymont in Delaware über, wo er im vorstädtischen New Castle County aufwuchs. Der Vater arbeitete als Autohändler. Im Jahr 1961 schloss Biden in Claymont die römisch-katholische Archmere Academy ab; 1965 graduierte er an der University of Delaware in Newark in den Schwerpunkten Geschichte und Politikwissenschaft. Er erhielt die Gesamtnote „C“.
1968 folgte am College of Law der Syracuse University der Abschluss als Juris Doctor. Danach erhielt Biden die Zulassung als Rechtsanwalt und praktizierte ab 1969 in Wilmington (Delaware). Ab 1991 lehrte er Verfassungsrecht an der Widener University School of Law.

### Privates
Biden leidet seit seiner Kindheit an Stottern, das sich nach seinen eigenen Angaben seit seinen frühen Zwanzigern verbessert hat. Er sagt, er habe es reduziert, indem er Gedichte vor einem Spiegel rezitiert habe, wobei er eine Vorliebe für irische Dichter, und besonders Seamus Heaney, den er heute noch gern zitiert, entwickelt habe. Geheilt vom Stottern ist er jedoch bis heute nicht. So berichtete der Tagesspiegel über seine Vorbereitung der Rede zur Lage der Nation im Jahr 2023, dass er sein Redemanuskript am Vorabend der Rede mit kleinen Markierungen als Kennzeichnung einer Atempause oder einer für ihn schwierigen Überleitung versehen habe.
1963 lernte Biden beim Spring Break in Nassau auf den Bahamas Neilia Hunter kennen. Kurz darauf zog er nach Syracuse und besuchte dort die Law School. Am 27. August 1966 heirateten Biden und Hunter in Skaneateles (Onondaga County). Aus der Ehe gingen drei Kinder hervor: Joseph Robinette III (genannt „Beau“, 1969–2015), Robert Hunter (* 1970) und Naomi Christina (1971–1972). Am 18. Dezember 1972 kamen Neilia und Naomi bei einem Verkehrsunfall ums Leben; die beiden Söhne überlebten verletzt. Biden legte seinen Eid für den US-Senat im Januar 1973 an deren Krankenbett ab.
Am 17. Juni 1977 heiratete er in New York City Jill Tracy Jacobs; die gemeinsame Tochter Ashley kam 1981 zur Welt. Am 30. Mai 2015 starb sein Sohn Beau an einem Gehirntumor. Zur Zeit von Bidens Präsidentschaft wohnten neben Joe und Jill Biden auch seine Enkeltochter Naomi Biden (Tochter von Hunter Biden) und ihr Mann Peter Neal im Weißen Haus. Naomi Biden und Peter Neal heirateten dort im November 2022. Am 8. Januar 2025, also kurz vor dem Ende seiner Amtszeit als US-Präsident, wurde seine Enkelin Naomi Mutter eines Sohnes und Joe Biden damit Urgroßvater.
Im Mai 2025 wurde bei Biden Prostatakrebs diagnostiziert.

## Politische Karriere bis zur Präsidentschaft

### US-Senator für Delaware (1973–2009)

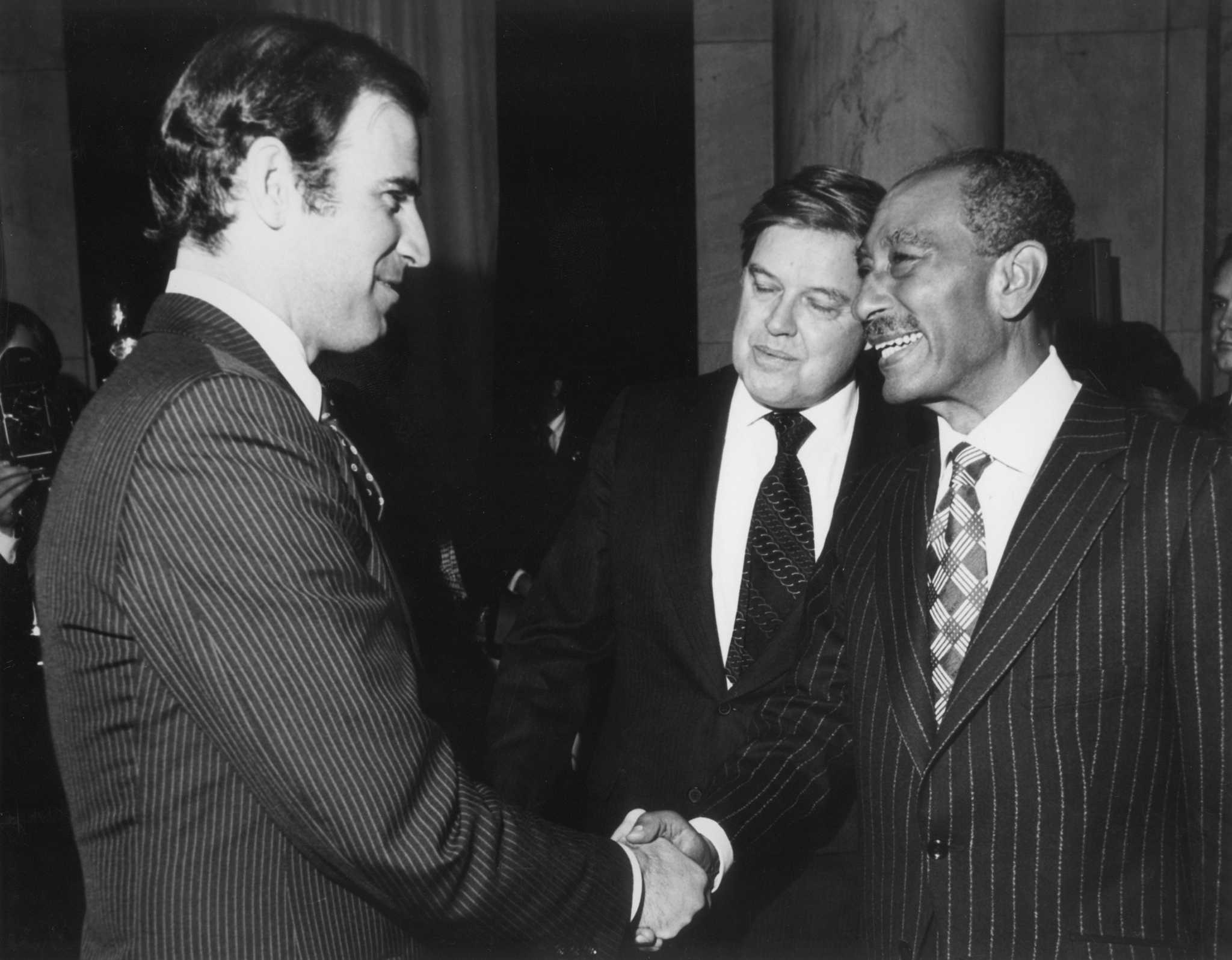
Senator Biden (links) mit seinem Kollegen Frank Church und dem ägyptischen Präsidenten Anwar as-Sadat (1979)

1968 wurde Biden politisch aktiv, weil die Inhaber der Anwaltskanzleien, in denen er arbeitete, aktive Lokalpolitiker waren. Seine anfängliche Registrierung als Unabhängiger führte er darauf zurück, dass er weder den republikanischen Präsidenten Richard Nixon noch den demokratischen Gouverneur Charles L. Terry leiden konnte – Letzterer hatte die Nationalgarde nach Rassismusunruhen in Wilmington patrouillieren lassen und war als „The Great Divider“ („der große Spalter“) bekannt. Biden engagierte sich nicht in der Bürgerrechtsbewegung, nannte sie aber oft als einen Auslöser seiner Politisierung.

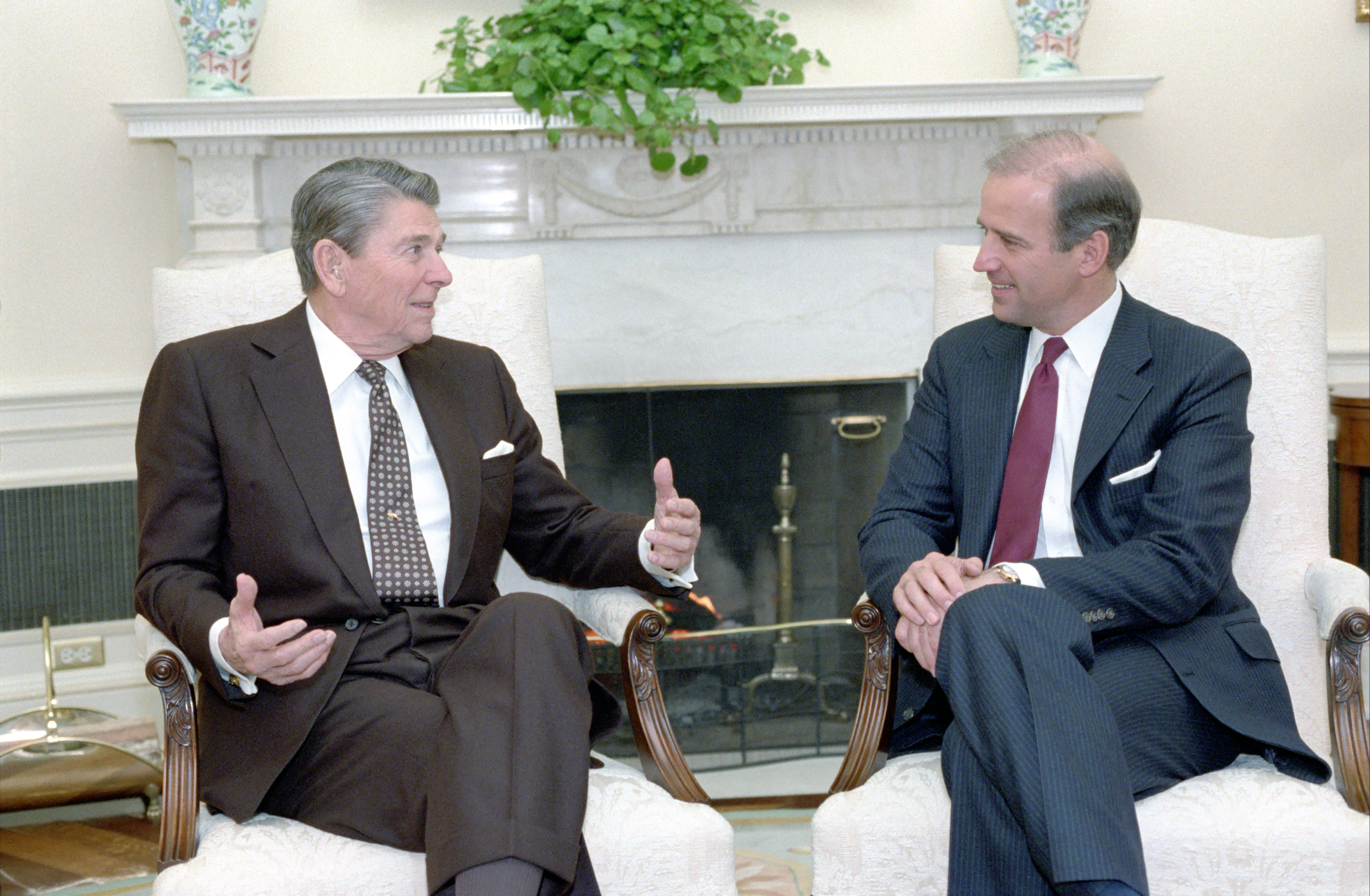
Senator Biden (rechts) im Gespräch mit Ronald Reagan, 1987

Biden gewann sein erstes politisches Mandat, als er, nunmehr als Demokrat, im November 1970 in den Rat des New Castle County gewählt wurde. Bei der Wahl zum US-Senat 1972 trat er gegen Cale Boggs an, der als ehemaliger Gouverneur von Delaware und langjähriger republikanischer Vertreter des Bundesstaates im US-Senat ein etablierter Politiker war. Als einer der Jüngsten überhaupt siegte Biden mit 29 Jahren und vertrat ab 1973 bis zum Antritt der Vizepräsidentschaft 2009 den Bundesstaat Delaware im US-Senat. Dabei gewann er sechs Wiederwahlen.
Als täglicher Bahnfahrer vertrat er im Senat die Interessen von Amtrak und sah sich als Interessenvertreter der Dover Air Force Base und der Hühnerverarbeitungsindustrie von Delaware. Als Redner war er bekannt für seine sprachgewandten und emotionalen, oft langen Reden. Viele Jahre saß er im United States Senate Committee on the Judiciary und United States Senate Committee on Foreign Relations. In Letzterem war er zuletzt Vorsitzender und damit einer der profiliertesten Außenpolitiker des US-Kongresses.
Biden war im Justizausschuss des US-Senats von 1987 bis 1995 Vorsitzender und von 1981 bis 1987 sowie von 1995 bis 1997 Ranking Minority Member. In seine Amtszeit als Vorsitzender fielen die stark umstrittenen Verhandlungen zu den Nominierungen der konservativen Supreme-Court-Richter Robert Bork (1987, vom Senat abgelehnt) und Clarence Thomas (1991).
Biden war maßgeblich am Violent Crime Control and Law Enforcement Act (1994) beteiligt, der Waffenbesitz einschränkte, die Todesstrafe und die Ermittlungszuständigkeit für eine Reihe von Verbrechen auf die Bundesebene wie bestimmte Immigrationsverbrechen, Hass- und Bandenkriminalität oder Sexualverbrechen ausdehnte. Teil des Gesetzes war der Violence Against Women Act, der Frauenrechte ausweitete. Biden war 2003 Autor des Reducing Americans’ Vulnerability to Ecstasy Act (RAVE Act), der wegen seiner umfassenden Maßnahmen von der elektronischen Musikszene kritisiert wurde.
Als Vorsitzender des International Narcotics Control Caucus beschäftigte sich Biden mit Gesetzen zur Anti-Drogen-Politik der Vereinigten Staaten. Als Mitglied des Ausschusses setzte er sich für verschärfte Maßnahmen gegen Flunitrazepam, MDMA (Ecstasy), Ketamin und anabole Steroide ein.
Außenpolitisch engagierte sich Biden im Kampf gegen den Terrorismus und gegen Massenvernichtungswaffen und spezialisierte sich auf Europa nach dem Kalten Krieg, den Nahen Osten und Südostasien.
Er trat kurz nach dem Zerfall Jugoslawiens für eine aktive und notfalls gewaltsame US-Außenpolitik auf dem Balkan ein. Er nannte Slobodan Milošević früh einen Kriegsverbrecher und setzte sich dafür ein, das Waffenembargo gegen die Gegner der Serben aufzuheben und bosnische Muslime militärisch zu trainieren. Sein Eintreten für Lufteinsätze der NATO (siehe hier) trug maßgeblich dazu bei, Bill Clinton von dieser Option zu überzeugen.
Nach den Terroranschlägen am 11. September 2001 unterstützte Biden US-Präsident George W. Bush und forderte mehr Bodentruppen im Krieg in Afghanistan. Er stimmte 2003 im US-Senat der Resolution zum Irakkrieg zu, weil er meinte, Saddam Hussein müsse gestürzt werden. Biden und andere führende Demokraten sagten später, sie würden diese Entscheidung bereuen.

### Präsidentschaftskandidat (1988 und 2008)

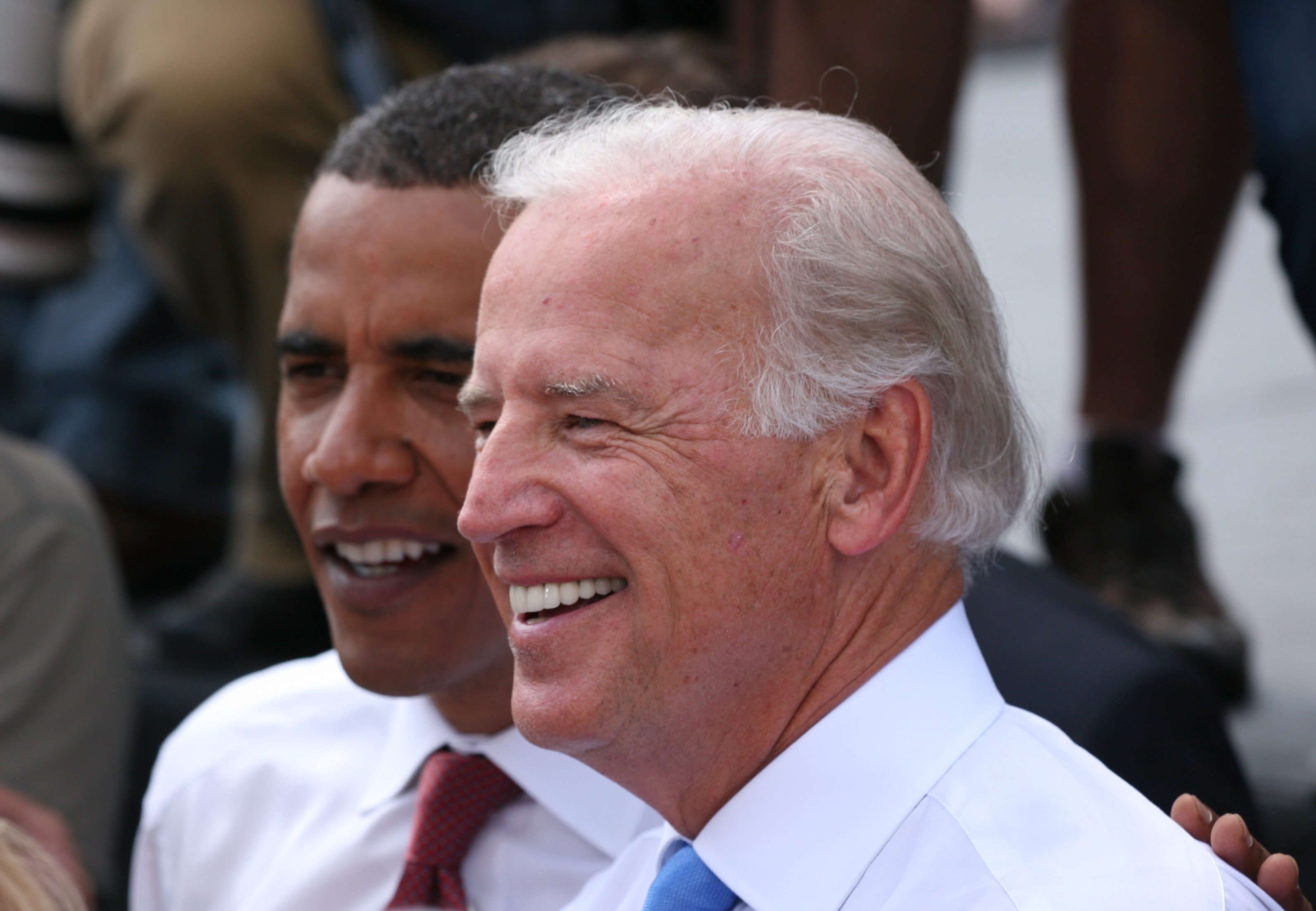
Biden mit Obama in Springfield, Illinois, nach der Vorstellung als Running Mate, August 2008

Bei der Präsidentschaftswahl 1988 erklärte Biden seine Kandidatur im Juni 1987, stieg aber bereits nach sechs Wochen aus dem Rennen aus, nachdem Plagiatsvorwürfe gegen ihn erhoben worden waren. Er hatte eine Rede des britischen Labour-Vorsitzenden Neil Kinnock kopiert, die Einzelheiten zum persönlichen Leben enthielt, die in Kinnocks Fall stimmten, bei Biden nicht. Vor der Präsidentschaftswahl 2004 galt er wegen seiner langjährigen Erfahrung als möglicher Außenminister oder Vizepräsident des (unterlegenen) demokratischen Präsidentschaftskandidaten John Kerry.
Biden galt seit Ende 2004 als potenzieller Kandidat der Demokraten bei der Präsidentschaftswahl im November 2008. Er gab am 7. Januar 2007 bekannt, sich bewerben zu wollen. Formell trat Biden Ende Januar ins Rennen ein.
Nachdem er bei der ersten Abstimmung im demokratischen Vorwahlprozess, dem Caucus im Bundesstaat Iowa, nur 0,93 % Prozent der Stimmen erhalten hatte, stieg Biden im Januar 2008 aus dem Rennen um die Präsidentschaft aus.

### Vizepräsident der Vereinigten Staaten (2009–2017)

#### Wahl 2008 und erste Amtszeit

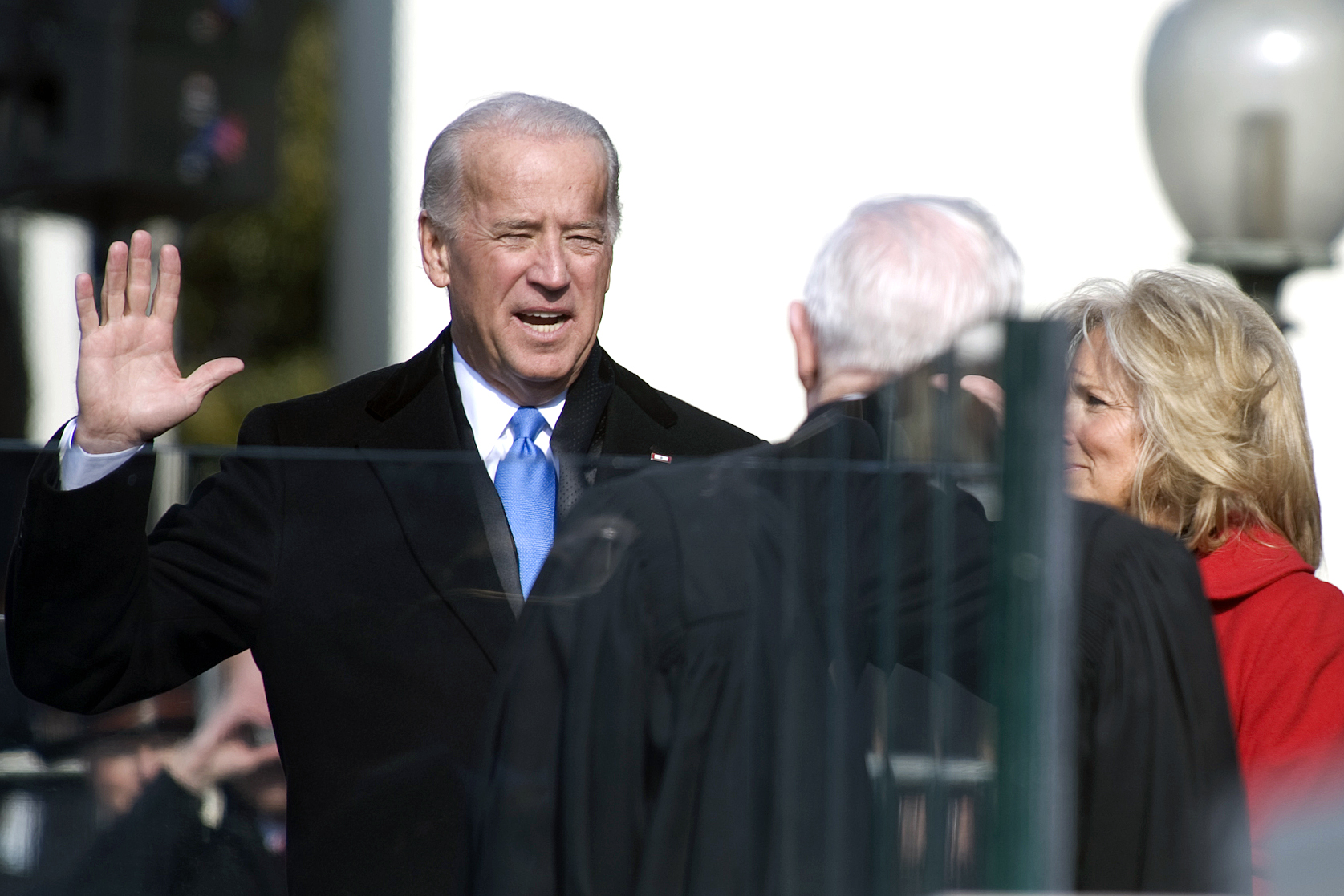
Biden bei seiner Vereidigung zum Vizepräsidenten (20. Januar 2009)

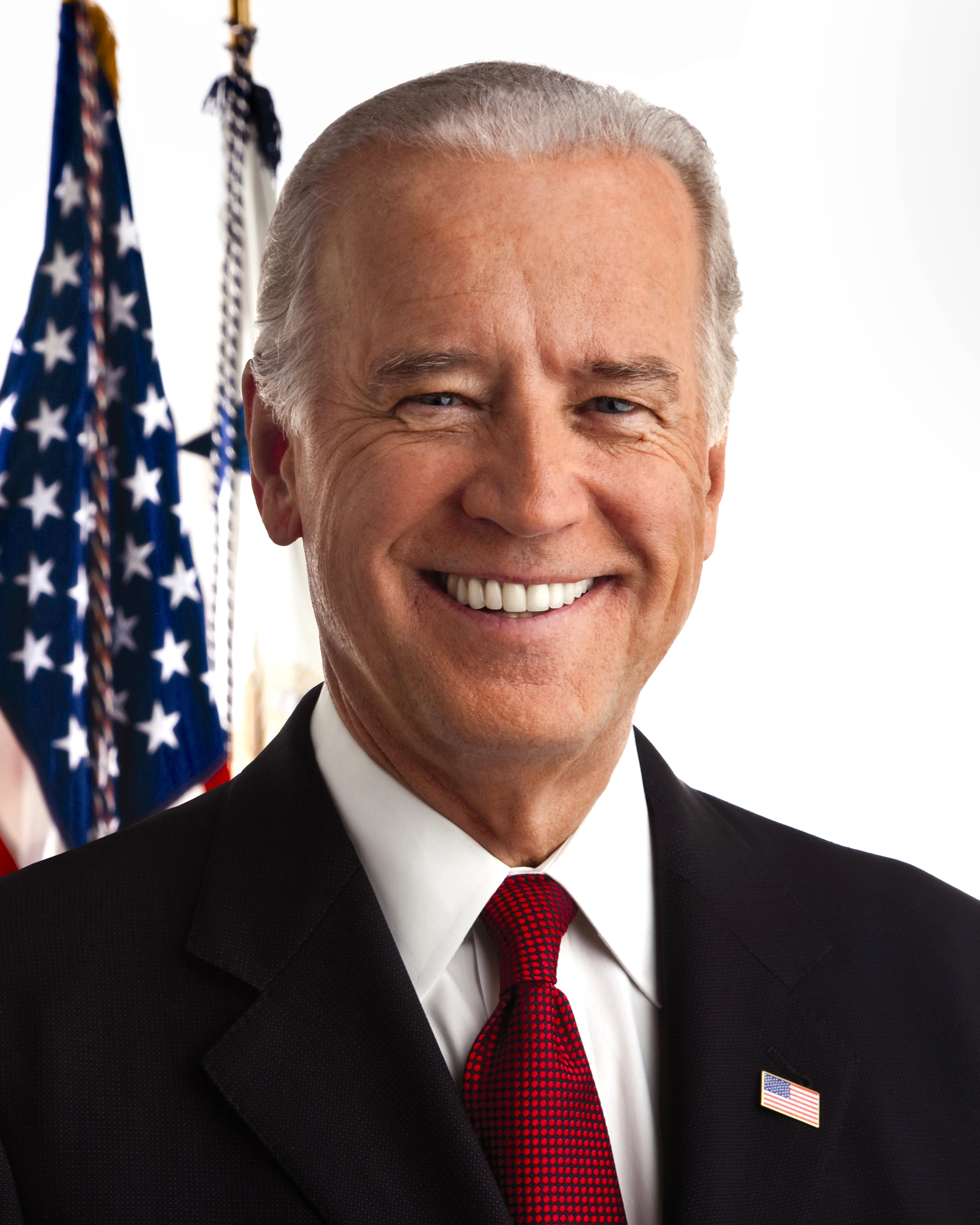
Offizielles Foto von Biden als Vizepräsident (2009)

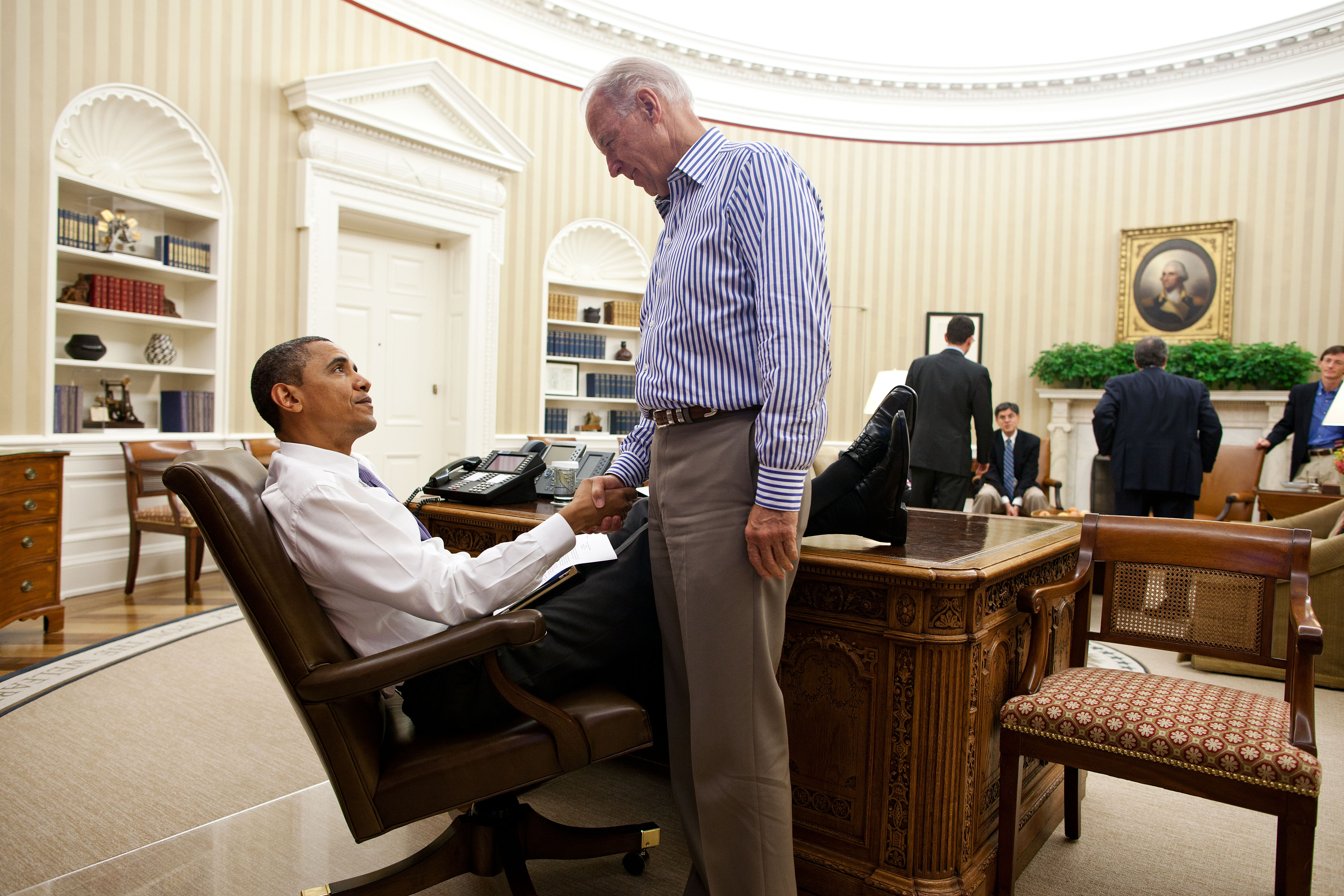
Biden (rechts) im Oval Office mit US-Präsident Barack Obama

Am 23. August 2008 erklärte Obama Biden zu seinem Kandidaten für die Vizepräsidentschaft. Dieser hatte nach seinem Rückzug von der Präsidentschaftskandidatur angedeutet, er wolle sich zwar nicht aktiv um die Vizekandidatur bemühen, sie jedoch annehmen, falls sie ihm angeboten werde. Der politisch und vor allem außenpolitisch erfahrene Biden sollte Obamas relativ geringe Erfahrung (im Wahlkampf und im Falle eines Wahlsiegs) kompensieren. Auch galt Biden unter weißen Arbeitern als angesehen. Am 4. November 2008 gingen Obama und Biden als Sieger aus der Präsidentschaftswahl hervor. Sie erhielten in 28 Staaten und Washington, D.C. die Mehrheit, was 365 Stimmen im Electoral College brachte. Das republikanische Team aus John McCain und Sarah Palin gewann 22 Staaten und erhielt 173 Wahlmänner. 
Biden wurde am 20. Januar 2009 im Rahmen einer Zeremonie vor dem Kapitol in Washington als Vizepräsident vereidigt, wenige Minuten bevor Barack Obama den Eid für das Präsidentenamt leistete. Er löste damit George W. Bushs Vizepräsidenten Dick Cheney ab. Cheney hatte das Vizepräsidentenamt energisch ausgeübt; Biden dagegen sagte, er wolle im Hintergrund ein wichtiger Berater von Präsident Obama sein. Als Vizepräsident unterstützte er maßgeblich Obamas Kurs in der Innen- und Außenpolitik. Mehrmals reiste Biden auch als dessen Repräsentant für Gespräche mit anderen Regierungen oder die Wahrnehmung zeremonieller Aufgaben, die häufig Vizepräsidenten zufallen, ins Ausland. Biden galt als klarer Unterstützer der 2010 verabschiedeten Gesundheitsreform in den Vereinigten Staaten, die US-Präsident Obama vehement vorantrieb. Durch die Reform erhielten mehrere Millionen Amerikaner Zugang zur gesetzlichen Krankenversicherung.
Im Sommer 2011 war Vizepräsident Biden eine der zentralen Figuren bei der Verabschiedung des Budget Control Act von 2011. Hintergrund war, dass die Schuldengrenze wegen der steigenden amerikanischen Staatsausgaben erhöht werden musste. Da die Republikanische Partei bei den Zwischenwahlen im November 2010 die Mehrheit im Repräsentantenhaus errungen hatte (auch wenn die Demokraten nach wie vor die Kontrolle des Senats behielten), war es für die Obama-Regierung unausweichlich, mit den Republikanern einen Konsens zu finden. Da sich die Verhandlungen über einen langen Zeitraum hinzogen, drohte ohne die gesetzliche Anhebung der Schuldengrenze der Staatsbankrott. Beim Durchbruch im August 2011 war Biden ein wichtiger Verhandlungsführer mit den Republikanern und deren Oppositionsführer John Boehner.
Auch bei der Verabschiedung arbeitspolitischer Gesetze und in der Steuerpolitik hatte Biden bisweilen eine wichtige Rolle in Obamas Regierung. Im Mai 2012 sorgte Biden landesweit für Schlagzeilen, als er sich deutlich dafür aussprach, in den gesamten Vereinigten Staaten gleichgeschlechtliche Ehen zu ermöglichen. Präsident Obama sprach sich wenige Monate später ebenfalls dafür aus.

#### Wiederwahl und zweite Amtszeit

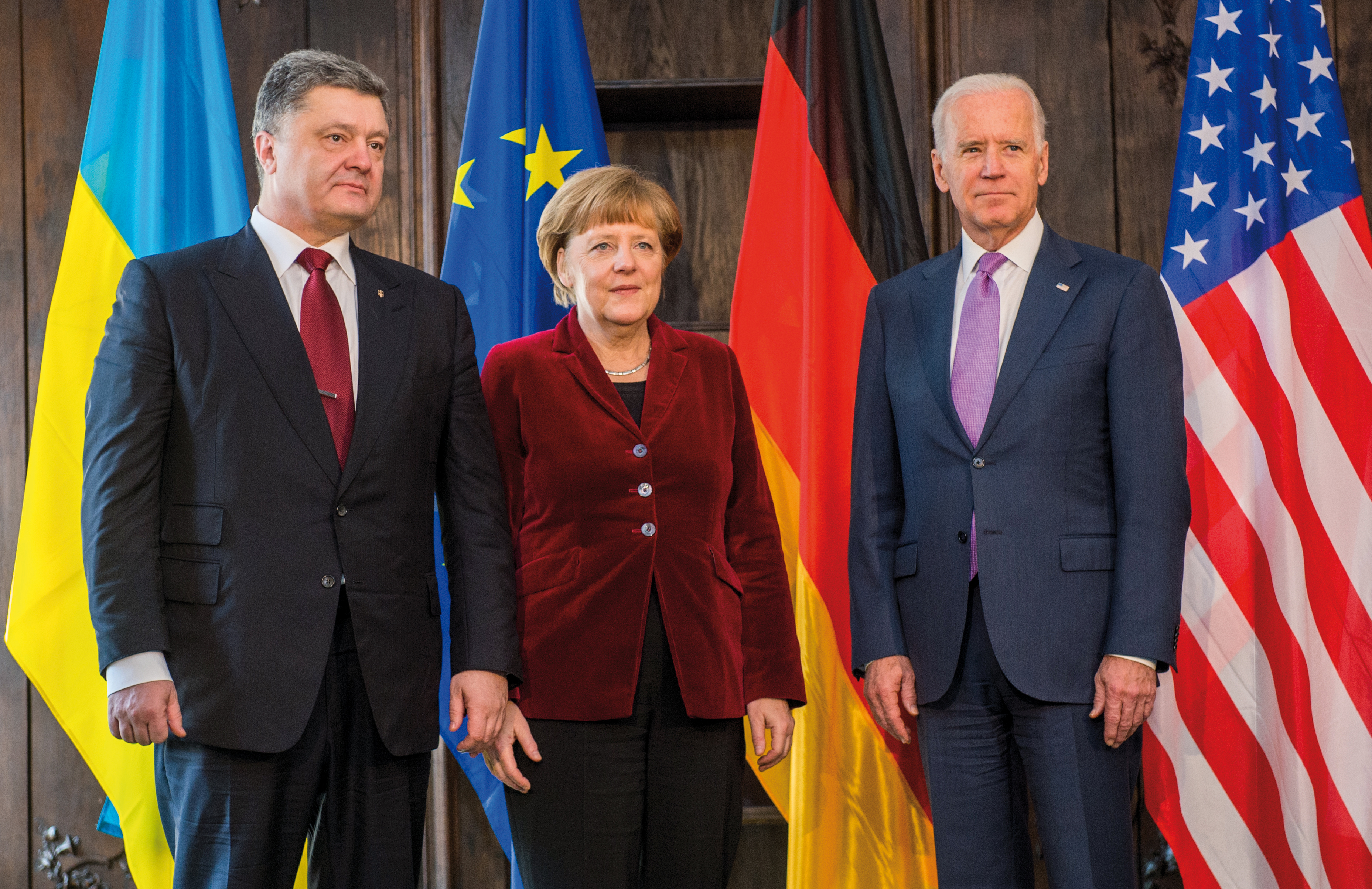
Biden (rechts) mit dem ukrainischen Präsidenten Petro Poroschenko und Bundeskanzlerin Angela Merkel bei der Münchner Sicherheitskonferenz 2015

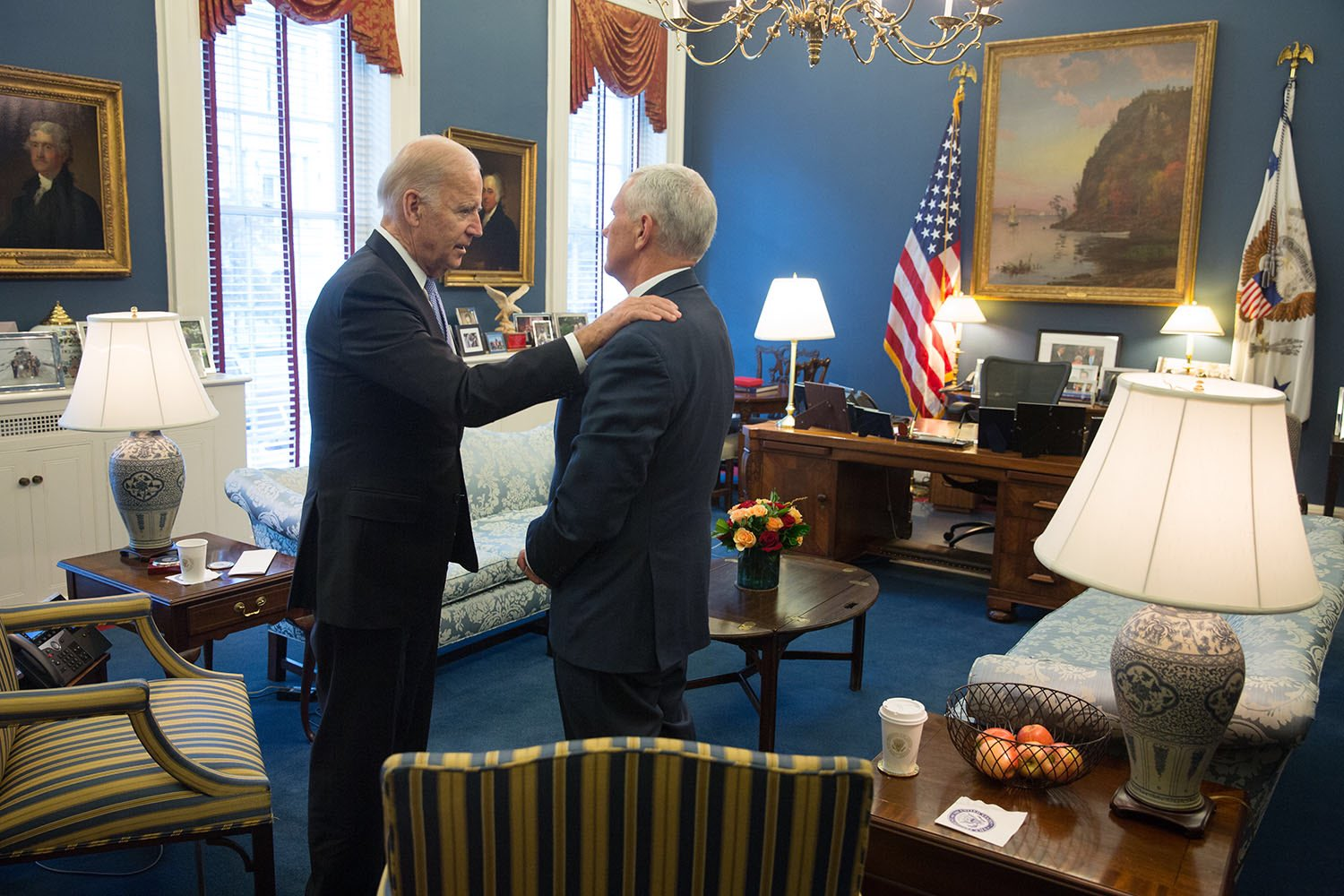
Am 10. November 2016 empfängt Biden (links) seinen designierten Nachfolger Mike Pence im Weißen Haus

Vor der Präsidentschaftswahl am 6. November 2012 hatten einige US-Medien darüber spekuliert, ob Biden als Kandidat für das Amt des Vizepräsidenten ersetzt werden könnte, etwa durch Außenministerin Hillary Clinton oder New Yorks Gouverneur Andrew Cuomo. Obama erklärte jedoch im Sommer 2012, wieder mit Biden antreten zu wollen; beide wurden am 6. September 2012 auf dem Parteitag der Demokraten in Charlotte, North Carolina für eine zweite Amtszeit nominiert. Den Wahlkampf der Demokraten prägte er mit seinem Slogan: “Bin Laden is dead and General Motors is alive.” (deutsch: „Bin Laden ist tot und General Motors lebt.“). Obama und Biden erhielten bei der Präsidentschaftswahl 2012 51,1 % der Stimmen (26 Bundesstaaten und 332 Wahlmännerstimmen). Die republikanischen Kandidaten Mitt Romney und Paul Ryan erhielten 47,2 % der Stimmen (24 Staaten und 206 Wahlmännerstimmen). Biden wurde am 20. Januar 2013 im Weißen Haus erneut zum Vizepräsidenten vereidigt.
Nach dem Amoklauf an der Sandy Hook Elementary School im Dezember 2012 übernahm Biden den Vorsitz einer Arbeitsgruppe für eine Änderung des Waffenrechts, insbesondere für ein gesetzliches Verbot des Verkaufs von Sturmgewehren an Privatpersonen. Bereits als US-Senator war Biden in ähnlichen Arbeitsgruppen im US-Kongress involviert gewesen. Eine Verschärfung des Waffenrechts auf Bundesebene fand aber keine Mehrheit im Kongress.
Während des Bürgerkrieges in Syrien forderte Biden 2013 ein Eingreifen und sagte, Baschar al-Assad könne sein Volk nicht mehr regieren.
Seit der Wiederwahl Obamas wurde Biden als möglicher Nachfolger und damit demokratischer Präsidentschaftsbewerber zur Wahl 2016 gehandelt, bei der Obama wegen Amtszeitbegrenzung nicht erneut antreten konnte. Am 21. Oktober 2015 gab Biden bekannt, 2016 nicht für die Präsidentschaft zu kandidieren; er werde aber im anstehenden Wahlkampf „nicht leise“ sein. Im Mai 2016 äußerte er, er habe kandidieren wollen, aber nach dem Krebstod seines Sohnes Beau Biden im Mai 2015 seine Meinung geändert. Im Herbst 2016 absolvierte er mehrere Wahlkampfauftritte mit der demokratischen Kandidatin Hillary Clinton, wobei er dem republikanischen Bewerber Donald Trump die Eignung für das Präsidentenamt absprach. Am 15. Mai 2016 verlieh die University of Notre Dame Biden (und John Boehner) die Laetare-Medaille; sie gilt als höchste Auszeichnung für amerikanische Katholiken. Obama verlieh Biden am 12. Januar 2017 die Presidential Medal of Freedom with Distinction, die höchste zivile Auszeichnung der Vereinigten Staaten; diese besondere Ausführung wird nur selten verliehen (zuletzt 2004).
Die Amtszeit von Obama und Biden endete turnusgemäß am 20. Januar 2017. Nach Trumps Sieg bei der Präsidentschaftswahl 2016 trat der bisherige Gouverneur von Indiana, Mike Pence, Bidens Nachfolge als Vizepräsident an.

### Präsidentschaftswahlkampf 2020

#### Vorwahlkampf

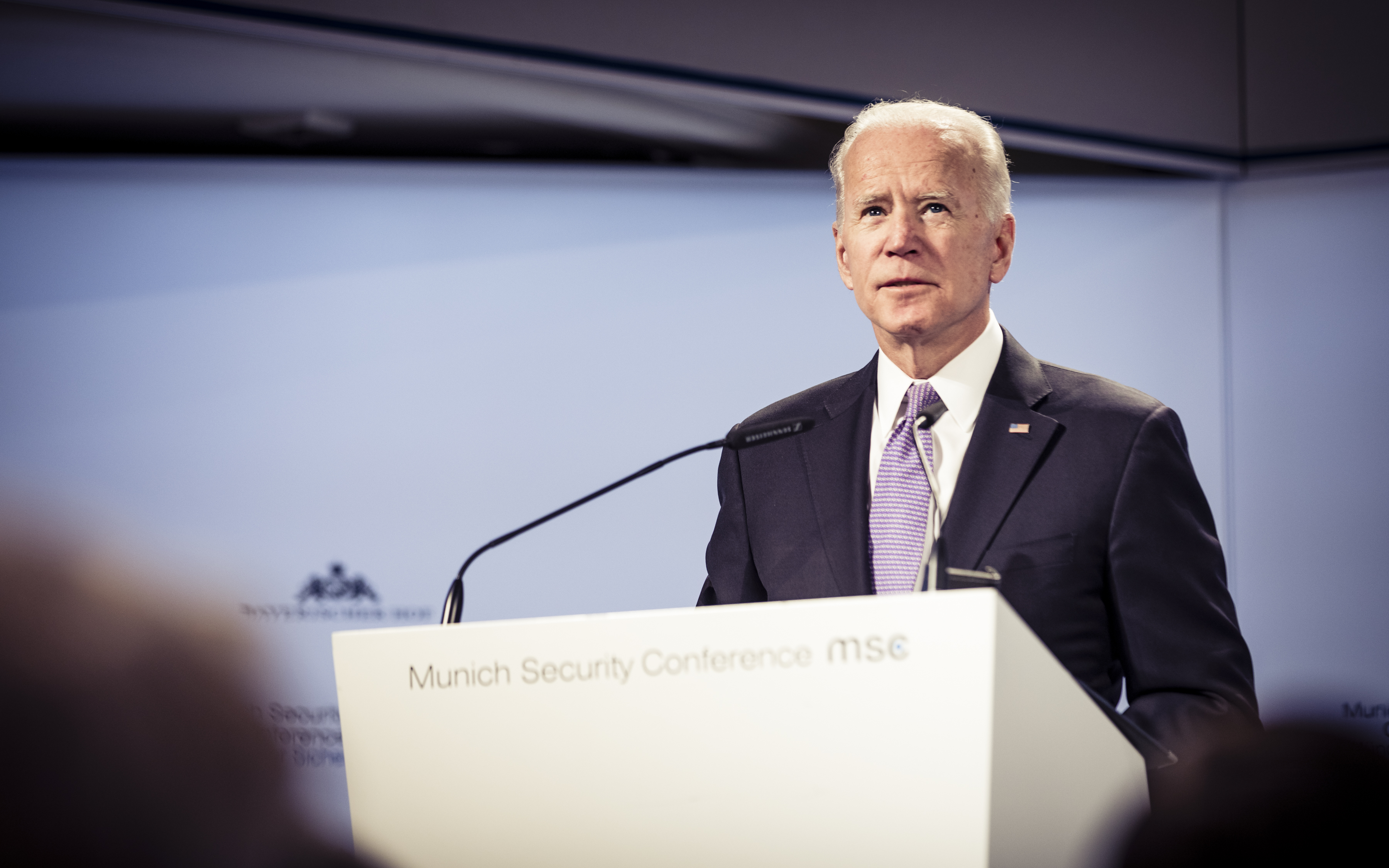
Biden während der 55. Münchner Sicherheitskonferenz 2019

Bidens Wahlplakat

Nach Trumps Wahl zum Präsidenten 2016, die viele Beobachter überrascht hatte, erklärte Biden, dass er als Kandidat der Demokraten die Wahl hätte gewinnen können; der republikanische Senator Ben Sasse meinte, Biden hätte einen Erdrutschsieg gegen Trump schaffen können. Im Mai 2017 gründete Biden ein Political Action Committee, eine Organisation zur personellen und finanziellen Unterstützung seiner politischen Arbeit.
Ende April 2019 gab Biden bekannt, vor der Präsidentschaftswahl 2020 in der Vorwahl seiner Partei zu kandidieren. Damit stieg er relativ spät in den internen Wettbewerb der Demokraten ein. Zuvor hatten bereits 19 andere Parteimitglieder ihre Kandidatur erklärt, darunter die Senatoren Elizabeth Warren und Bernie Sanders. Biden galt lange als Favorit, blieb hingegen in den ersten drei Abstimmungen im Februar 2020 jeweils ohne Sieg und damit unter den Erwartungen. In der auf aggregierten Umfragen beruhenden Prognose bei FiveThirtyEight galt Bernie Sanders Ende Februar als Favorit für die Nominierung der Demokraten, während Biden mit großem Abstand auf Platz zwei lag. Bei der Primary in South Carolina am 29. Februar 2020 siegte Biden mit 49 Prozent der Stimmen klar gegenüber 20 Prozent für Sanders, was Beobachter auf Bidens Stärke bei Afroamerikanern zurückführten. Es handelte sich um seinen ersten Sieg bei einer Abstimmung zur Präsidentschaftsvorwahl überhaupt.
Nach weiteren deutlichen Siegen in den Vorwahlen und der Unterstützung durch andere ausgeschiedene moderate Kandidaten wurde Biden wieder deutlicher Favorit. Am 8. April 2020 erklärte Bernie Sanders seinen Rückzug aus dem Rennen um die Kandidatur.
Am 5. Juni 2020 wurde die Auswertung der Vorwahlergebnisse bekannt. Demzufolge hatte Biden die nötige Mindestzahl von 1991 Delegierten erreicht, um beim Parteitag der Demokratischen Partei nominiert zu werden. Am 15. Juni 2020 konnte Biden einen neuen persönlichen Rekord an Spenden verzeichnen, als er auf einer Online-Wahlkampfveranstaltung 6 Millionen US-Dollar einsammelte. Im Mai erreichte er mit Spenden von 81 Millionen US-Dollar einen neuen Höchstwert.
Als Stärken Bidens wurden von Politikanalysten sein gemäßigter Pragmatismus und sein ausgleichendes Naturell gesehen – damit hebe er sich positiv von Trump ab. Es sei schwer, Biden zu einer Hassfigur zu stilisieren; im Gegensatz hierzu stehe die 2016 gegen Trump kandidierende Hillary Clinton. Als eine der größten Schwächen Bidens galt seine mangelnde Rednergabe. Seine Reden schweiften oft vom Thema ab und gerieten zu weitläufigen, wenig mitreißenden Monologen. Er komme nicht auf den Punkt und hinterlasse einen glanzlosen Eindruck, so auch der Tenor von der Demokratischen Partei nahestehenden Kommentatoren. Der Satiriker und Fernsehkommentator Stephen Colbert äußerte in The Late Show, dass die „größte Gefahr für Biden“ in „seinem eigenen Mundwerk“ liege. Die beste Figur habe Biden während der ersten Monate der COVID-19-Pandemie in den Vereinigten Staaten abgegeben, als er sich in das Kellergeschoss seines Hauses in Delaware in sozialer Isolierung zurückzog und sich weitestgehend öffentlicher Äußerungen enthielt. Dadurch habe er Statur gegenüber Präsident Trump gewonnen, dessen Fehleinschätzungen und Versäumnisse bei seiner Vorgehensweise in der Krise offenbar geworden seien.
Am 12. August 2020 erklärte Biden die kalifornische Senatorin Kamala Harris zu seiner Running Mate, also seiner Kandidatin für das Amt des Vizepräsidenten. Am 18. August 2020 wurde Joe Biden bei der Democratic National Convention 2020 offiziell zum Präsidentschaftskandidaten der Demokraten gewählt.

#### Wahlkampf Bidens als bestätigter Präsidentschaftskandidat

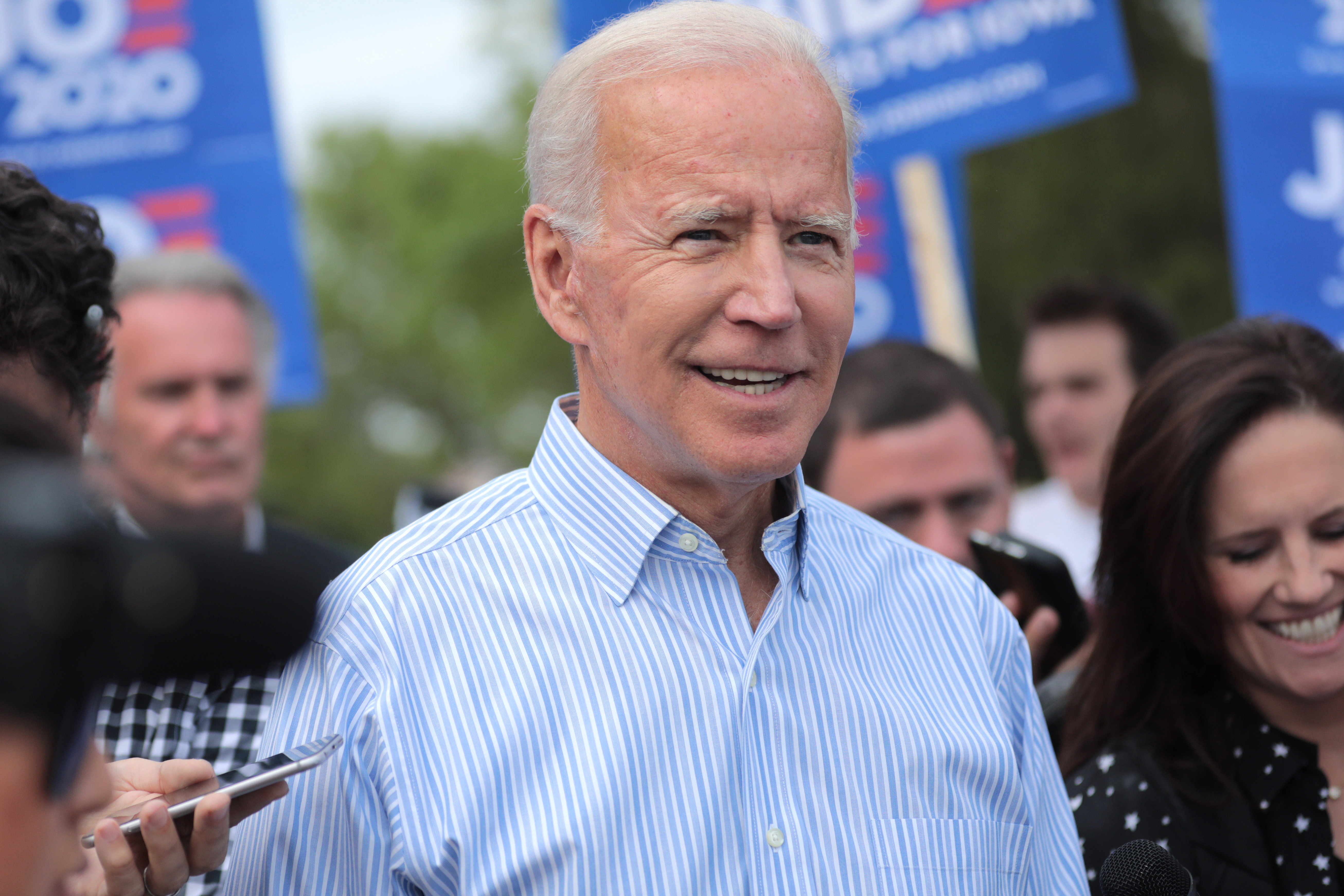
Joe Biden auf einer Wahlkampfveranstaltung 2019

Siehe: Präsidentschaftswahl in den Vereinigten Staaten 2020 – Wahlkampf von Joe Biden als bestätigter Präsidentschaftskandidat
Als wichtigster Ideengeber und Antreiber im Wahlkampf erwies sich Biden selbst. Laut Aussage seiner Beraterin Anita Dunn war es in dieser Hinsicht eine der am wenigsten von Managern gestalteten und geformten Wahlkampagnen in der jüngeren amerikanischen Geschichte. Biden machte die polarisierende und äußerst umstrittene Amtsführung Trumps, die die „Seele des Landes“ gefährdete, zu seinem wichtigsten Wahlkampfthema. Die Kampagne führte er entgegen den Ratschlägen einiger Demokraten größtenteils in den Blue-Wall-Staaten um die Großen Seen. Bei den Primaries hatte er innerparteilichem Druck widerstanden, programmatisch weiter nach links zu rücken, und führte diese Linie im Präsidentschaftswahlkampf fort. Als die COVID-19-Pandemie in den Vereinigten Staaten ausbrach und Trump ihre Gefährlichkeit ignorierte, konnte sich Biden als Alternative ins Licht rücken und den Bürgern seinen Umgang mit dieser Krise im Falle seiner Wahl erläutern.

#### Wahl zum Präsidenten
Am Abend des Wahltags, des 3. November 2020, lag Biden in den Hochrechnungen zunächst nach Wählerstimmen knapp vor Amtsinhaber Trump, nach der Zahl der gewonnenen Wahlmänner jedoch hinter ihm.
Da bei dieser Wahl eine bis dahin einmalig hohe Anzahl der Wähler wegen der COVID-19-Pandemie per Briefwahl abstimmten und ihre Wahlzettel in einigen Staaten erst nach der Schließung der Wahllokale ausgezählt werden durften, zog sich die Auszählung in vielen Bundesstaaten tagelang hin. Biden legte in den meisten der wichtigen Swing States kontinuierlich zu, weil insbesondere Demokraten per Briefwahl abgestimmt hatten. Am 7. November, vier Tage nach der Wahl, lag Joe Biden nach dem Sieg in Pennsylvania mit 273 Wahlmännerstimmen uneinholbar vor Trump und wurde von allen bedeutenden US-amerikanischen Medien zum designierten Präsidenten der Vereinigten Staaten erklärt. Biden erhielt 81.281.888 Stimmen und hatte 306 der 538 Wahlmänner des Electoral College; Trump erhielt 74.223.251 Stimmen und hatte 232 Wahlmänner.
Die eigentliche Wahl fand am 14. Dezember statt. Dabei wurde er, wie erwartet, mit der Mehrheit der Stimmen der Wahlmänner des Electoral College zum 46. Präsidenten der Vereinigten Staaten gewählt. Am 6. Januar 2021 kamen der Senat und das Repräsentantenhaus in einer gemeinsamen Sitzung im Kapitol zusammen, um die Stimmen aus dem Electoral College zu zählen. Die Bestätigung des Ergebnisses erfolgte nach einer Unterbrechung der Sitzung aufgrund eines Sturms auf das Kapitol erst am 7. Januar 2021. Bidens Amtseinführung fand am 20. Januar 2021 statt. Die Amtszeit begann wie gesetzlich vorgegeben um 12 Uhr mittags Ortszeit in Washington (siehe auch Präsident im politischen System der Vereinigten Staaten).
Noch vor der Wahl im Electoral College machten Biden und sein designierter Außenminister Antony Blinken klar, dass sie eine Rückkehr der Vereinigten Staaten in das iranische Atomabkommen anstrebten. Dieses war im Jahr 2018 für Amerika von Trump aufgekündigt worden.

## Präsidentschaft

### Vereidigung

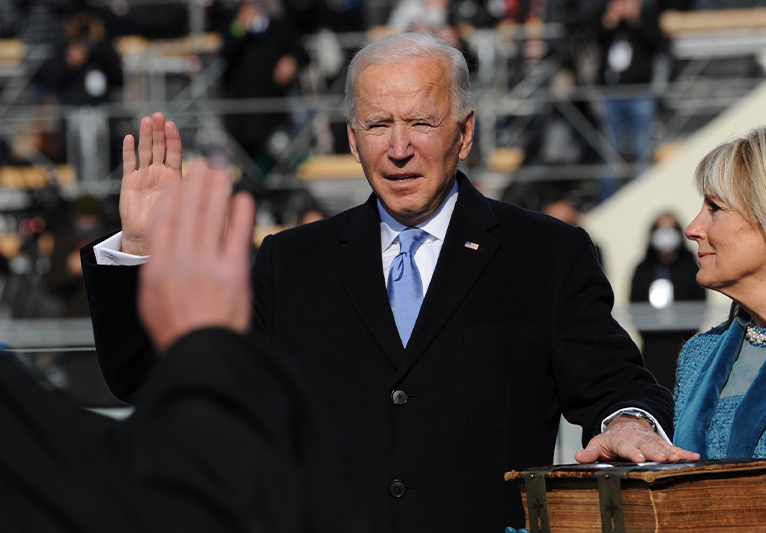
Joe Biden bei der Vereidigung zum Präsidenten (20. Januar 2021)

Joe Biden wurde am 20. Januar 2021 zum 46. Präsidenten der Vereinigten Staaten vor dem Kapitol in Washington vereidigt. An seiner Seite wurde mit Kamala Harris erstmals eine Frau, die erste Afroamerikanerin und asiatische Amerikanerin in das Amt der Vizepräsidentin eingeschworen. In seiner Antrittsrede rief Biden zur nationalen Einheit auf und gedachte der 400.000 Todesopfer der COVID-19-Pandemie in den Vereinigten Staaten.
Im 117. Kongress verfügten Bidens Demokraten sowohl im Repräsentantenhaus als auch im Senat über eine Mehrheit. Im Senat kam bei einer Sitzverteilung von 50 Demokraten und 50 Republikanern die Mehrheit durch die Stichstimme von Vizepräsidentin Harris zustande, die kraft ihres Amtes auch Präsidentin der Kammer war.

### Politische Entscheidungen und andere Aktivitäten seit seinem Amtsantritt

#### Rücknahme von Trump-Dekreten
Als erste Amtshandlung unterzeichnete Biden wenige Stunden nach seiner Vereidigung 17 Dekrete, mehr als jeder frühere Präsident. Die meisten davon machten Verfügungen seines Amtsvorgängers Trump rückgängig; außerdem wurde die weitere Umsetzung von Verfügungen, die Trump zuvor erlassen hatte, ausgesetzt. So ordnete Biden unter anderem den Wiederbeitritt der Vereinigten Staaten zum Klimaschutz-Übereinkommen von Paris an, das Trump im Juni 2017 einseitig aufgekündigt hatte, und den Wiedereintritt der Vereinigten Staaten in die Weltgesundheitsorganisation (WHO), aus der Trump die Vereinigten Staaten zuvor hatte austreten lassen. Zudem verfügte Biden den Baustopp für die Mauer an der Grenze zu Mexiko, die 2016 eines der wichtigsten Wahlkampfversprechen Trumps gewesen war. Den Baustopp hob Biden im Jahr 2023 wieder auf, um die Mauer wegen einer erhöhten illegalen Einreise um 32 Kilometer zu verlängern. Den sogenannten Muslim Ban und andere von Trump erlassene Einreisebeschränkungen hob Biden am ersten Tag seiner Amtszeit auf. Des Weiteren verfügte er, den Bau der Keystone-XL-Pipeline, welcher zuvor bereits durch das Kabinett Obama gestoppt worden war und unter dem Kabinett Trump I fortgesetzt wurde, erneut zu stoppen. Weitere Dekrete betrafen Sofortmaßnahmen zur Bekämpfung der Corona-Pandemie, darunter eine für zunächst 100 Tage in allen Einrichtungen des Bundes geltende Maskenpflicht. Auch traten die USA unter Biden wieder der UNESCO bei, aus der sie unter Trump im Jahr 2018 ausgetreten waren.
Im Februar 2021 kündigte Biden an, den von Trump angeordneten Abzug von Teilen US-amerikanischer Streitkräfte aus Deutschland zu stoppen. Kurz vor dem Ende seiner Amtszeit hatte Trump beschlossen, die Huthi-Rebellen im Jemen als Terrororganisation einzustufen. Damit verbundene Sanktionen für Geschäfte mit den Huthi setzte Joe Biden im Februar 2021 für mindestens einen Monat aus, damit Lebensmittellieferungen an die Bevölkerung fortgesetzt werden können, um die Hungersnot im Jemen nicht weiter zu erhöhen.

#### Transgender beim Militär
In der Woche auf seine Amtseinführung ordnete Biden an, dass Transgender den US-Streitkräften angehören dürfen. Dies wurde bereits unter Obama erlaubt, wurde aber unter Trumps Präsidentschaft rückgängig gemacht. Am selben Tag unterzeichnete Biden ein Dekret zur Stärkung der inländischen Wirtschaft; mit diesem als Buy-American bezeichneten Erlass wurde verfügt, dass ein größerer Teil des staatlichen Beschaffungsetats für US-amerikanische Produkte verwendet wird.
In derselben Woche ließ Biden die Vergabe von Öl- und Gasbohrungsrechten auf bundeseigenem Land (inklusive Küstengewässern) stoppen und bestehende Bohrungsrechte auf den Prüfstand stellen.

#### US-Drohnenangriffe und Kampf gegen al-Qaida
Biden stoppte amerikanische Drohnenangriffe nach seinem Amtsantritt zunächst komplett und erarbeitete neue Richtlinien, die den Einsatz von Kampfdrohnen in Zukunft deutlich einschränken sollen (sein Amtsvorgänger Trump hatte Luftschläge durch Drohnen in seiner Amtszeit deutlich ausgeweitet). Nach knapp einjähriger Amtszeit Bidens haben sich US-Drohnenangriffe auf ein Allzeittief reduziert. Im Juli 2022 autorisierte Biden die Tötung von Aiman az-Zawahiri, dem Nachfolger von Osama bin Laden bei al-Qaida. Am 1. August 2022 vermeldete Biden die gezielte Tötung von az-Zawahiri, die durch einen Drohnenangriff erfolgt sei.

#### 20-Dollar-Note ohne Andrew Jackson
Am 25. Januar 2021 griff Biden ein Vorhaben von Jack Lew, der unter Obama Finanzminister war, von 2016 auf, auf einer neuen 20-Dollar-Note anstelle von Andrew Jackson, 7. Präsident der Vereinigten Staaten, der wegen Sklavenbesitzes und Verbrechen gegen Indianer wie zum Beispiel des Pfades der Tränen umstritten ist, Harriet Tubman (~1820–1913) abzubilden, eine schwarze Fluchthelferin für Sklaven aus den Südstaaten.

#### Atomarer Abrüstungsvertrag
Am 26. Januar 2021 verständigten sich Biden und der russische Präsident Putin darauf, den letzten großen atomaren Abrüstungsvertrag (New-START) mit Russland, der sonst Anfang Februar 2021 ausgelaufen wäre, um weitere fünf Jahre zu verlängern.

#### Militäroperationen in Syrien
Am 25. Februar 2021 ordnete Joe Biden Luftangriffe mit US-Kampfjets im Osten Syriens an der Grenze zum Irak an. Der Angriff war gegen Einrichtungen pro-iranischer Milizen sowie drei LKW mit Munition gerichtet. Die Ziele seien von Milizen genutzt worden, die von der Islamischen Republik Iran unterstützt wurden. Beim Luftangriff wurden mehrere pro-iranische Kämpfer getötet. John Kirby, der Sprecher des Verteidigungsministeriums, gab bekannt, die Luftangriffe seien eine Antwort auf jüngste Angriffe gegen US-Soldaten und Partner im Irak gewesen. Im Februar 2022 bestätigte Joe Biden den Tod des Anführers des Islamischen Staats, Abu Ibrahim al-Haschimi al-Quraschi. Dieser tötete sich laut US-Angaben selbst, als ein US-amerikanisches Spezialkommando eine Operation gegen ihn in Syrien ausführte.

#### Greencard
Ende Februar 2021 hob Biden Einreisesperren für Greencard-Bewerber auf und erleichterte so den Zugang zu Arbeitserlaubnissen in den Vereinigten Staaten. Die von der Demokratischen Partei angestrebte schrittweise Erhöhung des nationalen Mindestlohns von 7,25 Dollar auf 15 Dollar bis 2025 konnte Biden Ende Februar zunächst nicht umsetzen.

#### Konjunktur- und Klimaprogramme
Im März 2021 verabschiedete der US-Kongress ein von Biden vorgeschlagenes Konjunkturprogramm mit einem Umfang von etwa 1,9 Billionen US-Dollar, womit unter anderem Direktzahlungen an die meisten Steuerzahler in Höhe von 1400 Dollar, Coronatests, Coronaimpfungen, Kindergeld, Schulöffnungen sowie zusätzliche Unterstützung für Arbeitslose finanziert werden sollen. Biden setzte dieses Konjunkturprogramm am 11. März 2021 in Kraft.
Das US-Repräsentantenhaus verabschiedete am 5. November 2021, einige Wochen nach dem Senat, ein Investitionsprogramm in Höhe von rund 550 Milliarden US-Dollar, mit dem die Infrastruktur der Vereinigten Staaten – u. a. Straßen, Bahnstrecken, Brücken und die Wasserversorgung – modernisiert werden soll; ein Teil der Investitionen soll auch dem Klimaschutz dienen. Bei der Abstimmung erhielt das Programm auch Stimmen aus dem Lager der Republikaner. Einschließlich schon vorher veranschlagter Gelder hat das Programm einen Gesamtumfang von rund 1,2 Billionen US-Dollar. Am 15. November 2021 unterzeichnete Biden das Gesetz und vollzog damit einen Teil seiner „Build-Back-Better-Agenda“.
Am 9. August 2022 setzte Biden den CHIPS and Science Act, der zur Förderung der inländischen Forschung zu Halbleitern und ihrer Herstellung erarbeitet wurde, in Kraft.
Am 27. Juli 2022 fanden die demokratischen Senatoren Joe Manchin und Chuck Schumer schließlich einen Kompromiss für Bidens Wirtschafts-, Sozial- und Klimaprogramm, den sogenannten Inflation Reduction Act. Am 7. August 2022 verabschiedete der US-Senat es nach einer Abstimmung, bei der die Vizepräsidentin Kamala Harris mit ihrer Stimme eine einfache Mehrheit für die Befürworter des Gesetzespakets erbrachte. Am 12. August 2022 passierte das Gesetz das Repräsentantenhaus. Am 16. August 2022 unterzeichnete Biden es. Das Gesetz ist das Ergebnis fortgesetzter Verhandlungen über Bidens ursprüngliche Build-Back-Better-Agenda, die Manchin im Vorjahr blockiert hatte. Das Gesetzespaket sieht neben 64 Milliarden Dollar für das Gesundheitswesen (Preissenkungen für Medikamente) unter anderem etwa 370 Milliarden Dollar für Energiesicherheit und Klimaschutz vor – was die größte Maßnahme gegen die globale Erwärmung in der Geschichte der Vereinigten Staaten bedeutet. So zielt es unter anderem darauf ab, den CO2-Ausstoß in den Vereinigten Staaten um rund 40 Prozent (rückwirkend ab 2005) bis 2030 zu senken. Steuerschlupflöcher sollen mit dem Gesetz ebenfalls verhindert werden. Das Gesetz soll des Weiteren indirekt das staatliche Haushaltsdefizit um mehr als 300 Milliarden Dollar verringern.

#### Umweltschutz
Bidens hat zehn National Monuments eingerichtet und vier weitere erweitert. Nach Angaben seiner Regierung hat kein Präsident vor ihm so viele Gebiete, einschließlich Gewässer, unter Schutz gestellt wie er.

#### COVID-19-Pandemie
Auf der Münchner Sicherheitskonferenz (MSC) gab Biden im Februar 2021 bekannt, im Rahmen der COVID-19-Pandemiebekämpfung die Organisation COVAX, die einen weltweit gleichmäßigen und gerechten Zugang zu COVID-19-Impfstoffen gewährleisten will, mit zwei Milliarden US-Dollar zu unterstützen; dies wurde kurz später auf vier Milliarden US-Dollar erhöht.
Nachdem US-Präsident Biden die Politik seines Vorgängers, angesichts der COVID-19-Pandemie in den Vereinigten Staaten im eigenen Land de facto zunächst keine Impfstoffe aus den Vereinigten Staaten exportieren zu lassen, nicht revidiert hatte, bat ihn die EU Anfang März 2021 offiziell und öffentlich um einige der Impfdosen von AstraZeneca, die in den Vereinigten Staaten wegen der fehlenden Zulassungen bislang nicht genutzt werden; auch der Hersteller AstraZeneca unterstützte dies und sicherte zu, dass er den Vereinigten Staaten die Impfdosen wieder ersetzen werde.
Die Regierung Biden lehnte dies ab; Pressesprecherin Jen Psaki sagte, dass man angesichts von täglich 1.400 amerikanischen COVID-Toten maximale Flexibilität haben wolle; die Vereinigten Staaten wollten „over-supplied and over-prepared“ sein. Biden erklärte auch, dass, nachdem sichergestellt sei, dass die Amerikaner versorgt seien, jeder Überschuss mit der übrigen Welt geteilt werde und dass der Kampf gegen die Pandemie wie ein Krieg behandelt werden müsse: “I said we had to treat this like a war.”
Am 18. März 2021 erklärte Pressesprecherin Jen Psaki, dass man plane, den Impfstoff von AstraZeneca an die beiden Nachbarländer zu liefern: Mexiko solle 2,5 Millionen Impfdosen bekommen und Kanada 1,5 Millionen; zugleich bat sie Mexiko um Unterstützung bei der Bewältigung des stark gestiegenen Andrangs von Migranten an der US-Südgrenze.
Nach den rasch steigenden Infektionsraten in Indien im April 2021 weigerte sich die Regierung zunächst, die Exportbeschränkungen für Rohstoffe für Impfstoffe aufzuheben. Der Sprecher des Außenministeriums Ned Price erklärte dazu, es liege nicht nur im Interesse der Vereinigten Staaten, dass die US-Amerikaner geimpft seien, sondern der ganzen Welt: “It’s of course not only in our interest to see Americans vaccinated, it’s in the interests of the rest of the world to see Americans vaccinated.” Nach massiver Kritik von indischen und US-amerikanischen Gesundheitsbehörden gab Emily Horne, eine Sprecherin des Nationalen Sicherheitsrats, am 25. April 2021 bekannt, dass die Regierung Vorläufersubstanzen identifiziert habe, die für die indische Herstellung des AstraZeneca-Impfstoffs dringend benötigt werden und sofort verfügbar seien, und dass die Vereinigten Staaten eine erhebliche Erweiterung der indischen Produktionskapazitäten finanzieren würden.
Am 26. April 2021 kündigte das Weiße Haus an, dass die Vereinigten Staaten bis zu 60 Millionen Dosen AstraZeneca-Impfstoff an andere Länder weitergeben, sobald Sicherheitsüberprüfungen durch die Bundesbehörden abgeschlossen sind. Am 17. Mai 2021 gab Biden bekannt, dass zusätzlich zu den schon versprochenen 60 Millionen Dosen weitere 20 Millionen Dosen von schon zugelassenen Coronaimpfstoffen bis Ende Juni an andere Länder abgegeben würden und damit mehr Impfstoff als von jedem anderen Land.

#### Einwanderungskrise
Im Februar 2021 kündigte Biden an, die Obergrenze der Flüchtlingsaufnahme von jährlich 15.000 ab dem Jahr 2022 auf 125.000 Menschen anzuheben. Für das bis September 2021 andauernde Haushaltsjahr verfügte Biden, die Obergrenze der Flüchtlingsaufnahme von 15.000 auf 62.500 Menschen anzuheben.
Im März 2021 übertrug Biden der Vizepräsidentin Kamala Harris die Aufgabe, die drastisch angestiegenen Migrationsbewegungen von Lateinamerika nach Nordamerika und illegalen Übertritte der Grenze zwischen den Vereinigten Staaten und Mexiko einzudämmen. Im Jahr 2021 erreichte der Migrationsandrang an der Grenze Rekordhöhen. Die unter Trump eingeführte Verordnung, Menschen aus Gründen des Seuchenschutzes während der Corona-Pandemie nach einem illegalen Grenzübertritt ohne Umschweife und ohne Asylantrag des Landes zu verweisen, wurde öfter angewandt als während Trumps Präsidentschaft – im Juli 2021 in 96.000 Fällen. Unbegleitete Minderjährige und Familien mit kleinen Kindern waren davon ausgenommen. Als ein US-amerikanisches Gericht entschied, dass alle Familien von der Verordnung auszunehmen seien, legte Bidens Regierung dagegen Klage ein. Andererseits schaffte Bidens Regierung die Regel ab, dass Migranten bis zur Klärung ihres Asylantrags auf mexikanischem Boden zu warten hätten. Danach entstand auf der US-amerikanischen Seite der Grenze eine Zeltstadt. Ein Gericht entschied daraufhin, dass jene Regel wieder anzuwenden sei.
Auf dem Gipfeltreffen der Organisation Amerikanischer Staaten, das auf Einladung Bidens im Juni 2022 in Los Angeles stattfand, haben 20 nord-, mittel- und südamerikanische Staaten eine Erklärung zu der in den letzten Jahren rapide angewachsenen inneramerikanischen Migrationsbewegung verabschiedet. Darin vereinbarten sie, künftig enger zusammenzuarbeiten, um die Lebensbedingungen in den Herkunftsländern zu verbessern, die legale Arbeitsmigration zu erleichtern und den Kampf gegen kriminelle Schlepperbanden zu verstärken. Die Vereinigten Staaten wollen u. a. 20.000 Flüchtlinge aufnehmen und stellen 314 Millionen Dollar für humanitäre Hilfe und Entwicklungsprojekte in anderen Ländern, die Migranten aufnehmen, zur Verfügung. Um die illegale Einwanderung einzudämmen, verkündete Biden eine Regelung, die vorsieht, dass bis zu 30.000 Migranten pro Monat aus Venezuela, Nicaragua, Kuba und Haiti legal in die Vereinigten Staaten einreisen und im Gegenzug 30.000 illegale Einwanderer pro Monat aus diesen Ländern nach Mexiko abgeschoben werden. Außerdem entschied der Oberste Gerichtshof der Vereinigten Staaten, die Richtlinie Title 42 in Kraft zu setzen, die vorsieht, dass Migranten ohne Ausweise, von Ausnahmen abgesehen, sofort abgewiesen werden, ohne einen Asylantrag stellen zu können.
In den Haushaltsjahren 2022 und 2023 (Oktober bis September) wanderten erstmals in der Geschichte der Vereinigten Staaten jeweils mehr als zwei Millionen Menschen unkontrolliert und illegal über die Südgrenze in die Vereinigten Staaten ein. Im Dezember 2023 stellten US-Grenzschützer 250.000 illegale Grenzüberquerungen fest. Unter Bidens Vorgänger Donald Trump waren es pro Jahr nie mehr als 800.000. Ein von Bidens Regierung vorgeschlagenes Maßnahmenpaket zur Eindämmung der illegalen Einwanderung lehnten Republikaner im Kongress ab, nachdem sich Donald Trump gegen Bidens Maßnahmenpaket ausgesprochen hatte. Im Juni 2024 erließ Biden ein Dekret, mit dem Migranten, die keinen Asylantrag gestellt haben, kurzfristig abgeschoben werden können, wenn der Durchschnitt illegaler Grenzübertritte über eine Woche hinweg bei über 2500 pro Tag liegt.

#### Internationaler Strafgerichtshof
Anfang April 2021 hob Bidens Regierung die von Trumps Regierung gegen den Internationalen Strafgerichtshof verhängten Sanktionen auf, die wegen Untersuchungen des Gerichtshofs zu Taten von US-Soldaten erlassen worden waren.

#### Israelisch-Palästinensischer Krieg

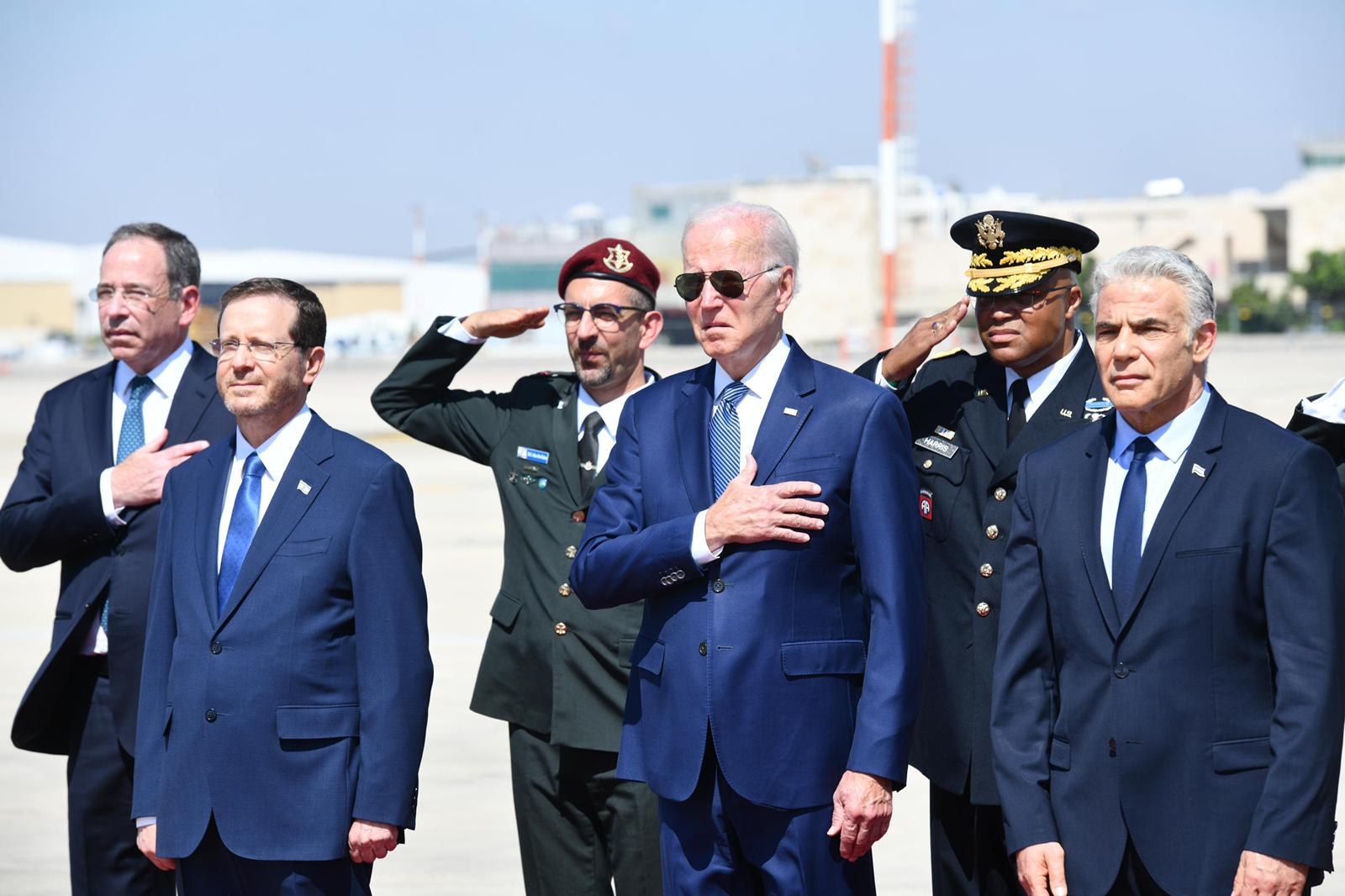
Biden auf Staatsbesuch in Israel im Juli 2022 mit dem israelischen Präsidenten Jitzchak Herzog (links vorne) und Premierminister Jair Lapid (rechts vorne)

Anfang April 2021 sprach sich US-Außenminister Antony Blinken im Namen der US-Regierung für eine Zweistaatenlösung des Israelisch-Palästinensischen Konfliktes aus. Zugleich bekräftigte er allerdings die von Trumps Regierung beschlossene Anerkennung von Jerusalem als Hauptstadt Israels.
Nach dem Terrorangriff der Hamas auf Israel und der darauffolgenden israelischen Bombardierung des Gazastreifens im Oktober 2023 appellierte Biden an den israelischen Ministerpräsidenten Benjamin Netanjahu, den er eigener Aussage zufolge seit über 40 Jahren kennt, zivile Opfer so gering wie möglich zu halten, und warnte Israel davor, Fehler der Vereinigten Staaten, die diese nach den Terroranschlägen gegen die Vereinigten Staaten am 11. September 2001 mit dem Krieg gegen den Terror im Nahen- und Mittleren Osten gemacht hatten, zu wiederholen. Biden ließ außerdem vor dem Hintergrund des Angriffs auf Israel zwei Flugzeugträgerkampfgruppen in das östliche Mittelmeer verlegen, um Feinde Israels, den Iran und die Hisbollah im Libanon, abzuschrecken, und setzte sich in Verhandlungen mit dem ägyptischen Präsidenten Abd al-Fattah as-Sisi für die Versorgung der Bevölkerung im Gazastreifen mit humanitären Hilfsgütern ein. Am 8. Dezember 2023 legten die Vereinigten Staaten im Weltsicherheitsrat gegen eine vom UN-Generalsekretär eingebrachte Resolution gemäß Artikel 99 der UN-Charta, die eine humanitäre Waffenruhe forderte, ein Veto ein. Generell versuchten die Vereinigten Staaten laut den Nahostexperten Maria Fantappie und Vali Nasr ihre pro-israelische Haltung während des Kriegs in Israel und Gaza 2023 dadurch abzumildern, dass sie humanitäre Feuerpausen unterstützten und mit Katar kooperierten, das enge Beziehungen zur Hamas unterhält, um eine Freilassung der Geiseln zu erreichen. Ferner strebten sie nach dem Krieg in Israel und Gaza eine Verwaltung des Gaza-Streifens durch die Palästinensische Autonomiebehörde und nicht durch Tel Aviv an. Im Februar 2024 ließ Biden Sanktionen gegen israelische Siedler verhängen, die Palästinenser im israelisch besetzten Gebiet im Westjordanland angegriffen hatten, und stoppte Abschiebungen von in den Vereinigten Staaten lebenden Palästinensern. Im März 2024 genehmigte Biden die Einrichtung einer Luftbrücke für die Bevölkerung im Gazastreifen. Im selben Monat enthielten sich die Vereinigten Staaten im UN-Sicherheitsrat bei einer Abstimmung über die Forderung einer „andauernden tragfähigen Waffenruhe“ im Gazastreifen. Damit gingen die Vereinigten Staaten auf Distanz zur israelischen Regierung von Benjamin Netanjahu, die von den Vereinigten Staaten ein Veto gegen die Forderung verlangt hatte.
Im April 2024 unterschrieb Biden ein Gesetz, aufgrund dessen die Vereinigten Staaten Israel 17 Milliarden US-Dollar zur Finanzierung seiner Kriegsführung überweisen. Das Gesetz enthält außerdem mindestens eine Milliarde US-Dollar an humanitärer Hilfe für den Gazastreifen.
Im Mai 2024 gestand Biden ein, dass palästinensische Zivilisten im Gazastreifen durch Bomben ums Leben gekommen sind, die von den Vereinigten Staaten an Israel geliefert worden waren. Biden kündigte außerdem an, Waffenlieferungen an Israel zurückzuhalten, sollte Israel in dicht bevölkerte Teile der Stadt Rafah einmarschieren.
Im Mai 2024 kritisierte Biden den Antrag des Internationalen Strafgerichtshofs auf Haftbefehl gegen Netanjahu als unbegründete Gleichsetzung von Hamas und Israel. Ende desselben Monats schlug Biden einen dreistufigen Plan zur Beendigung des Kriegs vor. Der UN-Sicherheitsrat stimmte am 10. Juni 2024 mit der UN-Resolution 2735 (2024) für die Umsetzung dieses Plans.
Im August 2024 und Januar 2025 genehmigte Biden Verkäufe von Waffen und anderen Rüstungsgütern im Gesamtwert von 28 Milliarden US-Dollar an Israel.

#### Konferenzen unter Biden
Vom 22. bis 23. April 2021 veranstaltete Biden aus eigener Initiative eine digitale Klimakonferenz, an der Staatspräsidenten oder Regierungschefs von 40 Staaten (darunter die größten Wirtschaftsnationen) teilnahmen. Dabei kündigten mehrere Länder an, ihre Klimaziele zu erhöhen. Biden gab bekannt, den Ausstoß von Treibhausgasen in den Vereinigten Staaten bis 2030 um 50 bis 52 Prozent im Vergleich zu 2005 zu verringern.
Im Dezember 2021 eröffnete Biden einen eigens organisierten zweitägigen digitalen „Gipfel für Demokratie“. Währenddessen erklärten die Vereinigten Staaten bis zu 424 Millionen US-Dollar in andere Länder zur Stärkung der dortigen Pressefreiheit und im Kampf gegen Korruption überweisen zu wollen.

#### Genfer Gipfelkonferenz
Am 16. Juni 2021 traf sich Biden anlässlich der Genfer Gipfelkonferenz mit dem russischen Präsidenten Wladimir Putin.

#### Beziehungen, Handel und Handelskonflikte mit der Volksrepublik China, EU und Saudi-Arabien

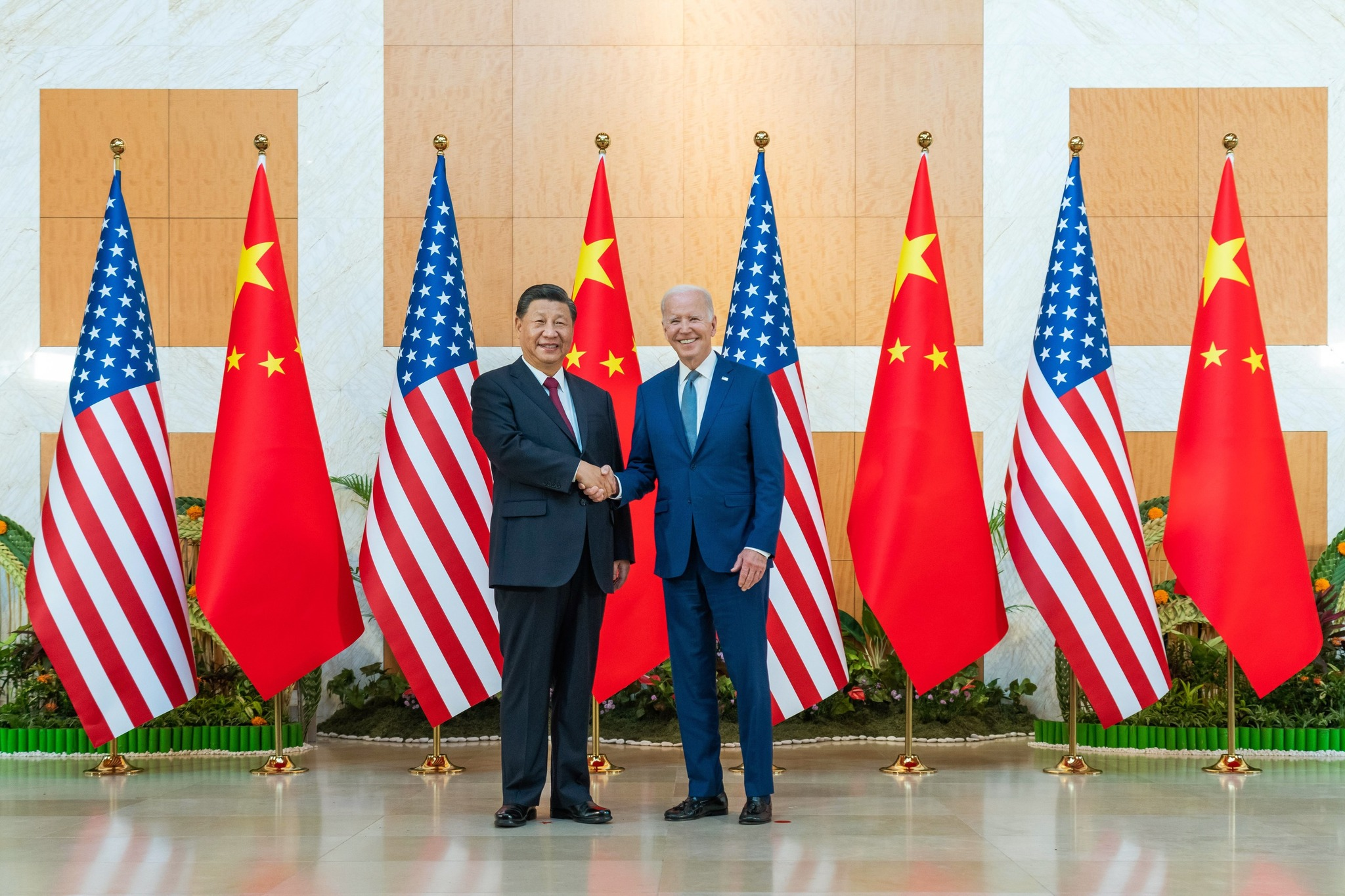
Biden mit Xi Jinping (Staatspräsident der Volksrepublik China), beim G20-Gipfel auf Bali 2022

Im Februar 2021 kündigte Biden an, die Unterstützung für Saudi-Arabiens Militärintervention gegen Huthi-Rebellen im Jemen einzustellen.
Anfang Juni 2021 erließ Biden eine Executive Order, die US-Unternehmen und Privatpersonen den Besitz von und Handel mit Aktien, Anleihen und Derivaten von Unternehmen verbietet, die die US-Regierung als Teil des chinesischen militärisch-industriellen Komplexes oder des Überwachungsstaats bezeichnet. Gleichzeitig wurde die Liste, die Trump im November 2020 erstellt hatte, ausgeweitet und vom Verteidigungsministerium auf das Finanzministerium übertragen, das finanzielle Transaktionen besser überwachen kann.
Im Jahr 2021 konnten die Vereinigten Staaten und die Europäische Union (EU) mit beidseitig akzeptablen Regelungen ihren Handelskonflikt, der während der Präsidentschaft Trumps durch teils gegenseitig erhobene Zölle entstanden war, befrieden. Zusammen mit der EU-Kommission unter Ursula von der Leyen beschloss Biden im Juni 2021 den Trade and Technology Council zu aktivieren.
Im Jahr 2022 erließ Bidens Regierung strenge Exportbeschränkungen bzw. de facto ein Embargo von Halbleitertechnik in die Volksrepublik China. Mit dem Embargo verbunden sind auch Produkte, die für den Aufbau einer Halbleiterindustrie in der Volksrepublik China benötigt werden. Außerdem verfügte die US-Regierung, dass sowohl US-Firmen als auch Personen mit amerikanischer Staatsbürgerschaft oder Ausländer mit Greencard oder Wohnsitz in den Vereinigten Staaten eine Erlaubnis benötigen, wenn sie in sensiblen Bereichen der chinesischen Chipindustrie arbeiten wollen. Durch die erlassenen Bestimmungen kollabierte die im Aufbau befindliche chinesische Halbleiterindustrie, weil das ausländische technische Know-how aus der Volksrepublik China abwanderte. Analysten bezeichneten die Entscheidung der US-Regierung als Eröffnung eines Wirtschaftskrieges gegen die Volksrepublik China. Die US-Regierung hatte zuvor versucht, auch europäische Staaten von einem Halbleiter-Embargo gegen die Volksrepublik China zu überzeugen. Im Mai 2024 ließ Biden Zölle für chinesische Elektroautos von 25 % auf 100 % erhöhen und verhängte neue oder stark erhöhte Zölle unter anderem für Solarzellen, Halbleiter, Hafenkräne und Medizinartikel aus der Volksrepublik China.
Hatte Biden einst erklärt, den saudi-arabischen Kronprinzen Mohammed bin Salman wegen der Tötung des Journalisten Jamal Khashoggi als Paria zu ächten, traf sich Biden im Juli 2022 mit ebendiesem Kronprinzen in Saudi-Arabien, um über die Ölpreispolitik zu verhandeln. Nachdem Salman im Herbst 2022 von seinem Vater zum Premierminister seines Landes befördert worden war, machte das US-Justizministerium von einer Immunitätsklausel Gebrauch, wodurch ein wegen der Tötung von Khashoggi anhängiges Zivilverfahren gegen Salman an einem US-Gericht verhindert wurde.
Im April 2024 unterschrieb Biden ein Gesetz, mit dem beschlossen wurde, dass die Vereinigten Staaten 8 Milliarden US-Dollar an Rüstungshilfe an Taiwan überweisen.

#### Juneteenth als Feiertag
Am 17. Juni 2021 unterzeichnete Biden ein Gesetz, das den Juneteenth (19. Juni) als bundesgesetzlichen Feiertag zur Erinnerung an die Befreiung von der Sklaverei in den Vereinigten Staaten einführte.

#### Nord Stream 2
Im Juli 2021 erklärte die US-Regierung, ein Abkommen mit der deutschen Bundesregierung über Nord Stream 2 getroffen zu haben und trotz ihrer Ablehnung gegenüber Nord Stream 2 auf Sanktionen zu verzichten, solange im Abkommen genannte Bedingungen erfüllt bleiben.

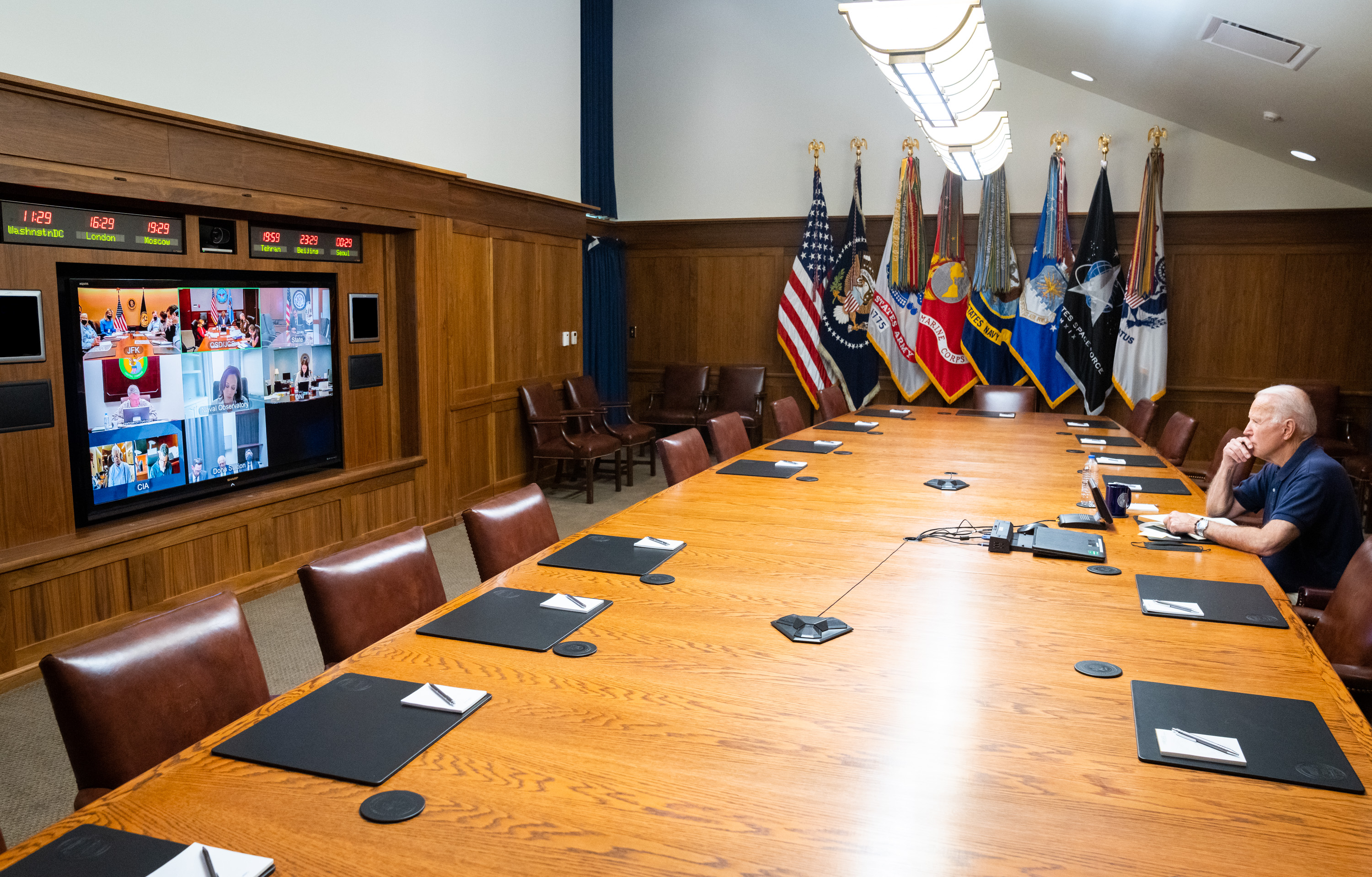
Biden in einem Video-Meeting mit dem United States National Security Council am 15. August 2021 anlässlich des Vormarschs der Taliban

#### Truppenabzug aus Afghanistan
Am 14. April 2021 verkündete Biden, den Truppenabzug aller US-Streitkräfte aus Afghanistan vom 1. Mai bis zum 11. September 2021 angeordnet zu haben und den Krieg in Afghanistan damit beenden zu wollen. Er stellte dafür laut Medienberichten keine Bedingungen. Auf die Entscheidung der Vereinigten Staaten folgte die Entscheidung der NATO, alle regulären Soldaten von NATO-Mitgliedstaaten und Partnernationen aus Afghanistan abzuziehen.
Nachdem die Taliban bis Mitte August Afghanistan mitsamt seiner Hauptstadt innerhalb von Wochen beinahe vollständig eingenommen hatten, befehligte Biden die Evakuierung von Botschaftspersonal und afghanischen Ortskräften über den Flughafen Kabul. Bei dieser internationalen Evakuierung wurden von Kabul aus über 100.000 Menschen aus Afghanistan ausgeflogen. Einen Großteil davon, über 80.000 Menschen, evakuierten die US-amerikanischen Streitkräfte. Allein am Flughafen Kabul waren 5200 US-Soldaten im Einsatz.

#### Ukraine/Russland
Im Dezember 2021 erklärte Biden im Gespräch mit dem russischen Präsidenten Wladimir Putin, vor dem Hintergrund, dass US-Geheimdienste Kenntnisse hätten, wonach Russland im Ukrainekonflikt eine militärische Offensive in der Ostukraine plane, dass die Vereinigten Staaten in jenem Falle ihre NATO-Kapazitäten in Osteuropa erhöhen und Sanktionen verhängen, aber selbst nicht militärisch eingreifen würden.
Nach dem im Februar 2022 begonnenen Überfall Russlands auf die Ukraine verhängte Biden Sanktionen gegen Moskau, stockte die US-Truppen in Europa auf und sorgte dafür, teilweise im Rahmen des verabschiedeten Leih- und Pachtgesetzes, dass die Vereinigten Staaten im Rahmen der internationalen Auslandshilfe für die Ukraine der größte Spender von Militärtechnik an die Ukraine blieben.

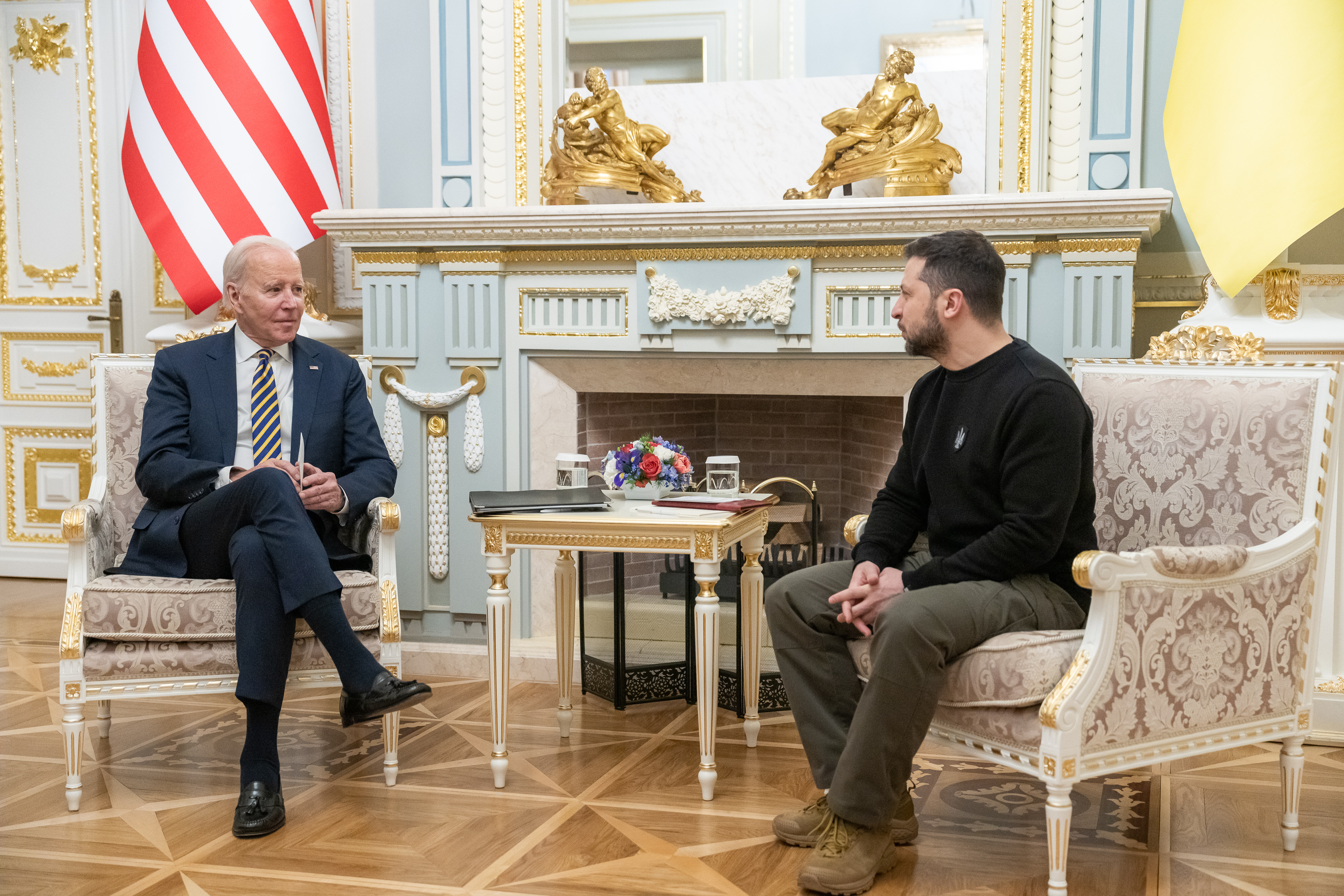
Biden bei seinem Besuch in Kiew am 20. Februar 2023, mit dem ukrainischen Staatspräsidenten Wolodymyr Selenskyj

Aufgrund und in Folge des Überfalls verschlechterten sich die Beziehungen zwischen Russland und den Vereinigten Staaten deutlich. Biden nannte den russischen Präsidenten Wladimir Putin im März 2022 einen „Kriegsverbrecher“ und „mörderischen Diktator“. Dafür überreichte Russland dem US-Botschafter in Moskau, John J. Sullivan, eine Protestnote. Bereits zu Anfang seiner Präsidentschaft hatte Biden Putin unter anderem als „Killer“ bezeichnet. Schon als Vizepräsident hatte Biden laut eigener Aussage Putin wissen lassen, dass er ihn verachte.
Die Republikanische Partei blockierte im US-Kongress Ende des Jahres 2023 eine Fortführung der US-amerikanischen Hilfen für die Ukraine und erklärte, die Blockade erst zu beenden, wenn Bidens Regierung von den Republikanern geforderte Maßnahmen zur Eindämmung der Einwanderungskrise umsetzt. Ein von Bidens Regierung vorgeschlagenes Maßnahmenpaket zur Eindämmung der illegalen Einwanderung lehnten Republikaner jedoch ab, nachdem sich Donald Trump gegen Bidens Maßnahmenpaket ausgesprochen hatte. Im April 2024 genehmigte der Kongress jedoch schließlich weitere milliardenschwere Waffenlieferungen an die Ukraine.
Im November 2024 genehmigte Biden der Ukraine, US-amerikanische Kurz- bis Mittelstreckenwaffen des Typs ATACMS gegen militärische Ziele auf russischem Staatsgebiet einzusetzen. Bis dahin hatte er entsprechende Bitten der Ukraine immer abgewiesen. Bidens Entscheidung soll auf die zunehmende Unterstützung Russlands durch Nordkorea zurückgehen.

#### Diplomatischer Boykott der Olympischen Winterspiele 2022
Biden kündigte Anfang Dezember 2021 an, zu den Olympischen Winterspielen im Februar 2022 in der Volksrepublik China keinen Vertreter seiner Regierung zu schicken und auch selbst nicht dort zu erscheinen. Er begründete dies damit, dass die Kommunistische Partei Chinas massive Menschenrechtsverletzungen zu verantworten habe.

#### „Ich bin Vanessa Guillen“-Gesetz
Am 26. Januar 2022 erließ Biden ein Dekret, das sexuelle Belästigung im Militärrecht als Straftat und nicht mehr nur als Vergehen einstuft. Damit drohen Tätern Gefängnisstrafen. Der Name bezieht sich auf eine Soldatin, die 2020 auf einem Militärstützpunkt sexuell belästigt und dann ermordet worden war.

#### Freigabe afghanischer Geldreserven
Am 11. Februar 2022 ordnete Biden an, dass die in den Vereinigten Staaten lagernden afghanischen Währungsreserven in Höhe von 7 Milliarden Dollar, die nach der Machtübernahme der Taliban im Sommer 2021 eingefroren wurden, beschlagnahmt werden. Eine Hälfte davon soll der notleidenden afghanischen Bevölkerung zugutekommen; die andere Hälfte ist zur Entschädigung für die Angehörigen der Opfer der Terroranschläge am 11. September 2001 vorgesehen, die vor Gericht Schadensersatz gefordert hatten. Jedoch entschied ein US-amerikanisches Gericht, dass die Freigabe der Gelder für Opfer des Anschlags vom 11. September 2001 nicht erfolgt.

#### Energiepakt mit der EU
Am 25. März 2022 schlossen die Vereinigten Staaten und die EU einen Pakt, in dem sich die Vereinigten Staaten dazu verpflichteten, mehr Flüssigerdgas (LNG), an Europa zu liefern, sodass die Europäer unabhängiger von russischem Öl und Gas werden können.

#### Lynchjustiz als Straftat
Am 29. März 2022 unterzeichnete Biden ein Gesetz, welches Lynchjustiz unter Strafe stellt. Die Höchststrafe sind 30 Jahre Haft.

#### Erste schwarze Richterin am Obersten Gerichtshof
Joe Biden nominierte Ketanji Brown Jackson als Nachfolgerin des Richters am Obersten Gerichtshof der Vereinigten Staaten Stephen Breyer, der zum Ende des Gerichtsjahres 2021/2022 in den Ruhestand trat. Am 7. April 2022 bestätigte der US-Senat ihre Ernennung mit 53:47 Stimmen, wobei alle 50 Demokraten und 3 Republikaner für sie und 47 Republikaner gegen sie stimmten. Am 30. Juni 2022 trat Jackson ihr Amt an und ist somit die erste schwarze Frau, die dem Obersten Gerichtshof angehört; die formelle Zeremonie zur Amtseinführung erfolgte Ende September 2022 im Beisein Bidens.

#### Schutz der Rechte von sexuellen Minderheiten
Vor dem Hintergrund eines Wahlversprechens zum Einsatz für besseren Schutz der Rechte von homo- und transsexuellen Menschen und angesichts homophober Gesetze in einigen republikanisch regierten Bundesstaaten der Vereinigten Staaten, wie etwa des „Don’t-say-gay“-Gesetzes in Florida, unterzeichnete Biden am 15. Juni 2022 eine Exekutivverordnung, die gegen die Diskriminierung dieser Menschen vorgeht.

#### Bipartisan Safer Communities Act
Am 25. Juni 2022 unterschrieb Biden ein zuvor vom US-Kongress beschlossenes Gesetz zur Verschärfung des Waffenrechts, durch das mehr Geld in Antigewaltprogramme investiert wird und mit dem Menschen, die zum Führen von Waffen ungeeignet sind, eine Waffe leichter entzogen werden kann. Dieser Schritt wird von Experten als der bedeutendste seit Mitte der 1990er-Jahre beurteilt, auch wenn er nur einen Minimalkompromiss darstelle.

#### Vorgehen gegen Schusswaffengewalt in den Vereinigten Staaten
Im September 2023 gründete Biden als Reaktion auf Tötungsdelikte durch Waffengewalt, denen innerhalb von neun Monaten knapp 30.000 Menschen in den Vereinigten Staaten zum Opfer fielen, mit dem White House Office of Gun Violence Prevention ein Büro im Weißen Haus, das politische Maßnahmen zur Prävention von Schusswaffengewalt koordinieren soll.

#### Entschuldigung an Indigene wegen Misshandlung an Internaten
Im Oktober 2024 bat Biden die indigenen Völker Amerikas wegen Misshandlungen an von der US-Regierung betriebenen Internaten um Verzeihung.

#### Begnadigungen

##### Begnadigung wegen Marihuana-Besitzes verurteilter Personen
Am 6. Oktober 2022 begnadigte Biden alle US-Amerikaner und Personen mit ständigem Wohnsitz in den Vereinigten Staaten, die nach Bundesrecht wegen des Besitzes geringer Mengen von Marihuana verurteilt worden waren.

##### Begnadigung seines Sohnes
Bidens Sohn Robert Hunter wurde im Jahr 2024 wegen Verstößen gegen das Waffenrecht und wegen Steuervergehen schuldig gesprochen. Eine Begnadigung lehnte Joe Biden zunächst ab. Laut Washington Post gab der zuständige Richter am Bundesbezirksgericht Mark Scarsi, der von Trump für dieses Amt nominiert worden war, Robert Hunter nach dessen Schuldgeständnis zu verstehen, dass ihm eine Verurteilung von bis zu 17 Jahren und eine Geldstrafe von 1,3 Mio. USD drohen könnten. Im Dezember 2024, wenige Wochen vor Ende seiner Amtszeit, widerrief Biden seine Entscheidung und begnadigte seinen Sohn.

##### Präventiv-Begnadigungen
Am letzten Tag seiner Amtszeit sprach Biden präventiv Begnadigungen für alle Teilnehmer des Untersuchungsausschusses zum Kapitolsturm sowie für den früheren medizinischen Berater Anthony Fauci, den ehemaligen Generalstabschef Mark A. Milley und fünf Familienangehörige aus. Biden zufolge sollen genannte Personen so vor etwaigen „grundlosen und politisch motivierten Ermittlungen“ in der zweiten Amtszeit seines Nachfolgers, Donald Trump, geschützt werden.

#### Schuldenerlass von Studienkrediten
Obwohl Biden sein Versprechen eines umfassenden Schuldenerlasses aufgrund von Studienkrediten nicht einhalten konnte, erreichte er in seiner Amtszeit die Befreiung von mehr als fünf Millionen US-Amerikanern von ihren Kreditschulden – mehr als jeder andere Präsident vor ihm.

### Personal

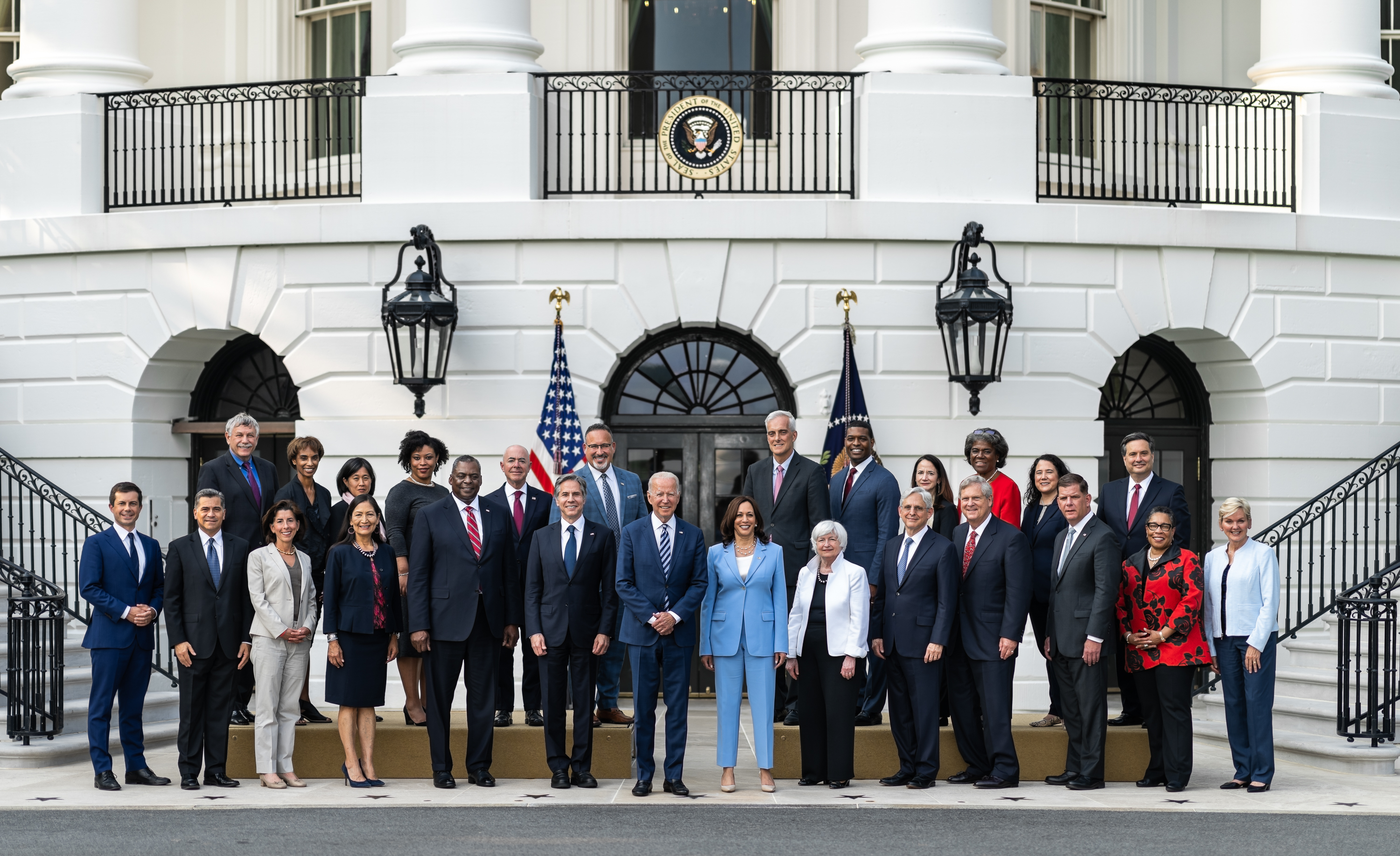
Biden mit seinem Kabinett im Juli 2021

Biden stellte während des Präsidentschaftsübergangs seine Minister und Führungskräfte im Executive Office vor. Dabei bezog er eine Reihe Beamter aus der Regierung Obama ein und legte den Fokus auf ethnische Vielfalt. Außerdem besteht nahezu die Hälfte seines Kabinetts aus Frauen. Nominierungen für Kabinettsposten legte er wie üblich am Tag seiner Vereidigung dem Senat zur Bestätigung vor. Als Stabschef des Weißen Hauses nahm Bidens langjähriger Vertrauter Ron Klain die Arbeit umgehend nach Antritt des neuen Präsidenten auf. Außerdem wurde der Posten des US-Klimabeauftragten neu geschaffen und mit Kabinettsrang ausgestattet. Dieses Amt übernahm der frühere Außenminister John Kerry.

### Verlauf der Präsidentschaft

#### Erstes Jahr seiner Amtszeit
Im ersten Jahr seiner Amtszeit hatte Biden Schwierigkeiten, seine Partei bei einem Investitionsprogramm mit einem Volumen von mehr als einer Billion Dollar und einem Konjunkturprogrammen mit einem Volumen von mehr als 3,5 Billionen Dollar hinter sich zu bringen, da es einen Streit zwischen dem linken Parteiflügel, dem Congressional Progressive Caucus, und den moderaten Senatoren Joe Manchin und Kyrsten Sinema um die Höhe der Ausgaben des Konjunkturprogrammes gab. Die Senatoren verweigerten (Stand Oktober 2021) dem Konjunkturprogramm, das im Repräsentantenhaus schon verabschiedet wurde, im Senat ihre Zustimmung; dafür verweigerte der Congressional Progressive Caucus dem Repräsentantenhaus seine Zustimmung zu dem Infrastrukturprogramm, welches unter anderem von den beiden Senatoren mit den Senatsrepublikanern ausgehandelt wurde und im Senat verabschiedet wurde. Im November 2021 wurde dem Infrastrukturprogramm schließlich zugestimmt, und noch im selben Monat wurde es von Biden per Unterzeichnung verabschiedet. Einen Monat später konnte eine drohende Zahlungsunfähigkeit der Vereinigten Staaten durch eine Schuldenaufnahme von 2,5 Billionen US-Dollar abgewendet werden.

#### Zweites, drittes Jahr und viertes Jahr seiner Amtszeit

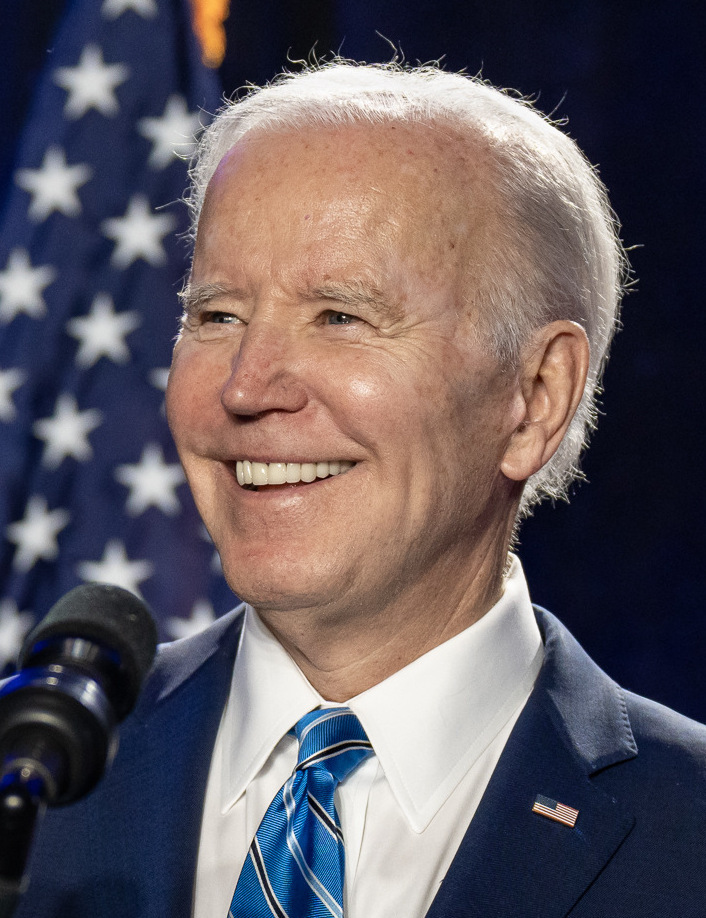
Joe Biden (März 2023)

Durch die Midterms 2022 bzw. die Wahlen zum Repräsentantenhaus im Herbst 2022 verlor die Demokratische Partei ihre Mehrheit im Repräsentantenhaus, aber behielt überraschend die Macht im Senat. Am 25. April 2023 gab Biden seine Kandidatur bei der Präsidentschaftswahl 2024, für eine zweite Amtszeit, bekannt. Im Mai 2023 hatte Biden, wie bereits im ersten Jahr seiner Amtszeit, einen drohenden Staatsbankrott abzuwenden. Im Oktober 2023 wurde erstmals in der Geschichte der Vereinigten Staaten mit dem Republikaner Kevin McCarthy ein Sprecher des Repräsentantenhauses von seiner Partei abgewählt, weil er Bidens Regierung bzw. den Demokraten entscheidend half, die Zahlungsunfähigkeit der Vereinigten Staaten abzuwenden.
Im Jahr 2023 waren die Vereinigten Staaten die einzige große Industrienation, die bei weltweit hoher Inflation (die ihren Ursprung in der COVID-19-Pandemie hatte) und Zinserhöhungen ein starkes Wirtschaftswachstum aufwies. Dieser Erfolg wurde Bidens Konjunkturprogrammen zugeschrieben. Doch wuchs die Staatsverschuldung wegen Bidens Konjunkturprogrammen (aber auch wegen Donald Trumps Steuersenkungen für Reiche und Unternehmen) innerhalb eines Jahres um 7,4 % des BIP. Der Inflation Reduction Act (IRA) führte vorerst nicht, wie beabsichtigt, zur Senkung der Inflation, sondern bewirkte Gegenteiliges. 2024 jedoch sank die Inflation wieder und die US-Wirtschaft erlebte einen Aufschwung, was in Medien als Bidenomics betitelt wurde.

#### Zustimmungswerte
Bidens Zustimmungswerte sind innerhalb seines ersten Präsidentschaftsjahres zunehmend gesunken. Während laut einer Gallup-Studie in den ersten sechs Monaten seiner Präsidentschaft noch 54 bis 57 % der Amerikaner angaben, mit Biden zufrieden zu sein, sagten das in den Monaten Oktober und November 2021 nur noch 42 %. Unter den Befragten, die keiner politischen Partei zugehörig sind (Independents), sank die Zustimmungsrate laut der Studie von Ende Januar bis Mitte November 2021 sogar von 61 % auf 37 %. Auch die Wahlniederlage des Demokraten Terry McAuliffe Anfang November 2021 gegen den republikanischen Kandidaten Glenn Youngkin bei den Gouverneurswahlen in Virginia werteten einige Medien als Votum gegen Bidens Präsidentschaft.
Inflation bzw. Preissteigerungen führten im dritten Jahr von Bidens Amtszeit trotz Hochkonjunktur zu schlechten Zustimmungswerten.

#### Auseinandersetzung mit der Politischen Rechten
Seit September 2021 war von Anhängern der politischen Rechten in den Vereinigten Staaten (Far-Right/Alt-Right) der Schlachtruf „Fuck Joe Biden“ auf diversen Großveranstaltungen zu hören. Nachdem die NBC-Reporterin Kelli Stavast in einem Interview mit dem NASCAR-Fahrer Brandon Brown daraus „Let’s Go Brandon“ machte, wird dies synonym verwendet.
Im Vorfeld der Wahlen in den Vereinigten Staaten 2022 erklärte Biden, dass diese über den Fortbestand des Wahlrechts und der Demokratie in den Vereinigten Staaten entscheiden und dass ein Teil der Republikanischen Partei, „Donald Trump und die MAGA-Republikaner“, einen Extremismus repräsentiert, „der die Grundfesten“ der US-amerikanischen Republik bedroht. Trump bezeichnete Biden daraufhin, auch vor dem Hintergrund der FBI-Durchsuchung seiner Residenz Mar-a-Lago, die von Bidens Justizminister Merrick B. Garland genehmigt worden war, vor seinen Anhängern als „Feind unseres Staates“.

#### Aktenaffäre
Im Januar 2023 wurde publik, dass Biden geheime Unterlagen aus seiner Zeit als Vizepräsident sowohl in seinen privaten Büroräumen in der Hauptstadt Washington als auch in seinem Haus in Rehoboth Beach (Delaware) aufbewahrte. Die Durchsuchung seines Hauses hatte Biden dem Justizministerium von sich aus angeboten. Biden habe, laut Erklärung seiner Regierung, die Räumlichkeiten nach seinem Ausscheiden aus dem Amt des Vizepräsidenten 2017 bis etwa 2020 genutzt. Bei den Unterlagen handelt es sich Berichten zufolge um mindestens zehn geheime Dokumente, einige mit höchster Geheimhaltungsstufe. Biden erklärte, von dem Fund überrascht zu sein und nicht zu wissen, wer die Dokumente dorthin gebracht habe oder was sie beinhalteten. Biden versprach vollste Kooperation bei den Ermittlungen. Am 12. Januar setzte US-Justizminister Merrick B. Garland einen unabhängigen Sonderermittler ein. Anfang Februar 2023 wurde auch Bidens Strandhaus in Rehoboth Beach durchsucht. Gefunden wurden dort keine weiteren Geheimdokumente.

#### Verzicht auf Kandidatur 2024

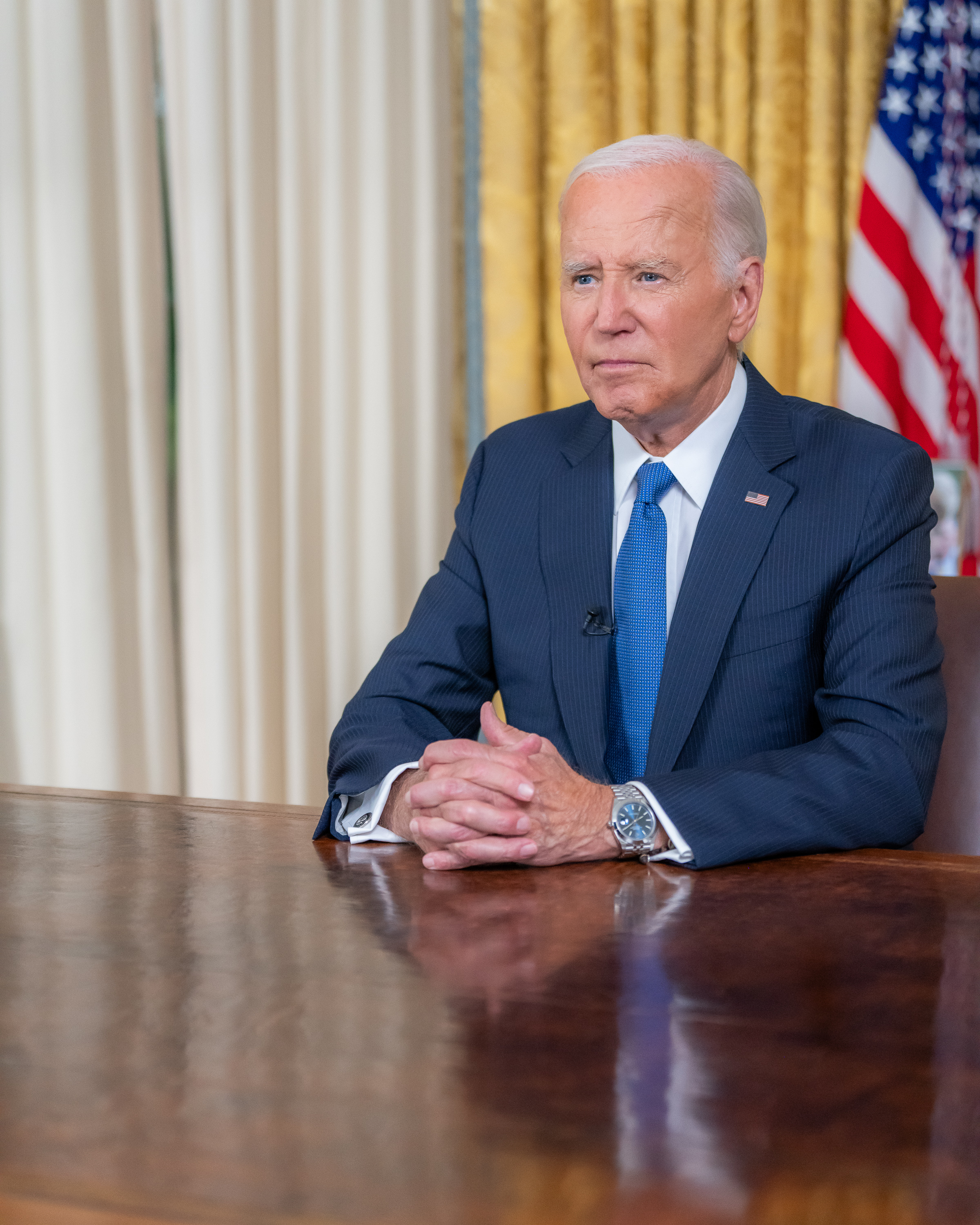
Biden im Oval Office am 24. Juli 2024, bei seinem Kommentar zu seiner drei Tage zuvor online bekanntgegebenen Ankündigung, nicht erneut zu kandidieren

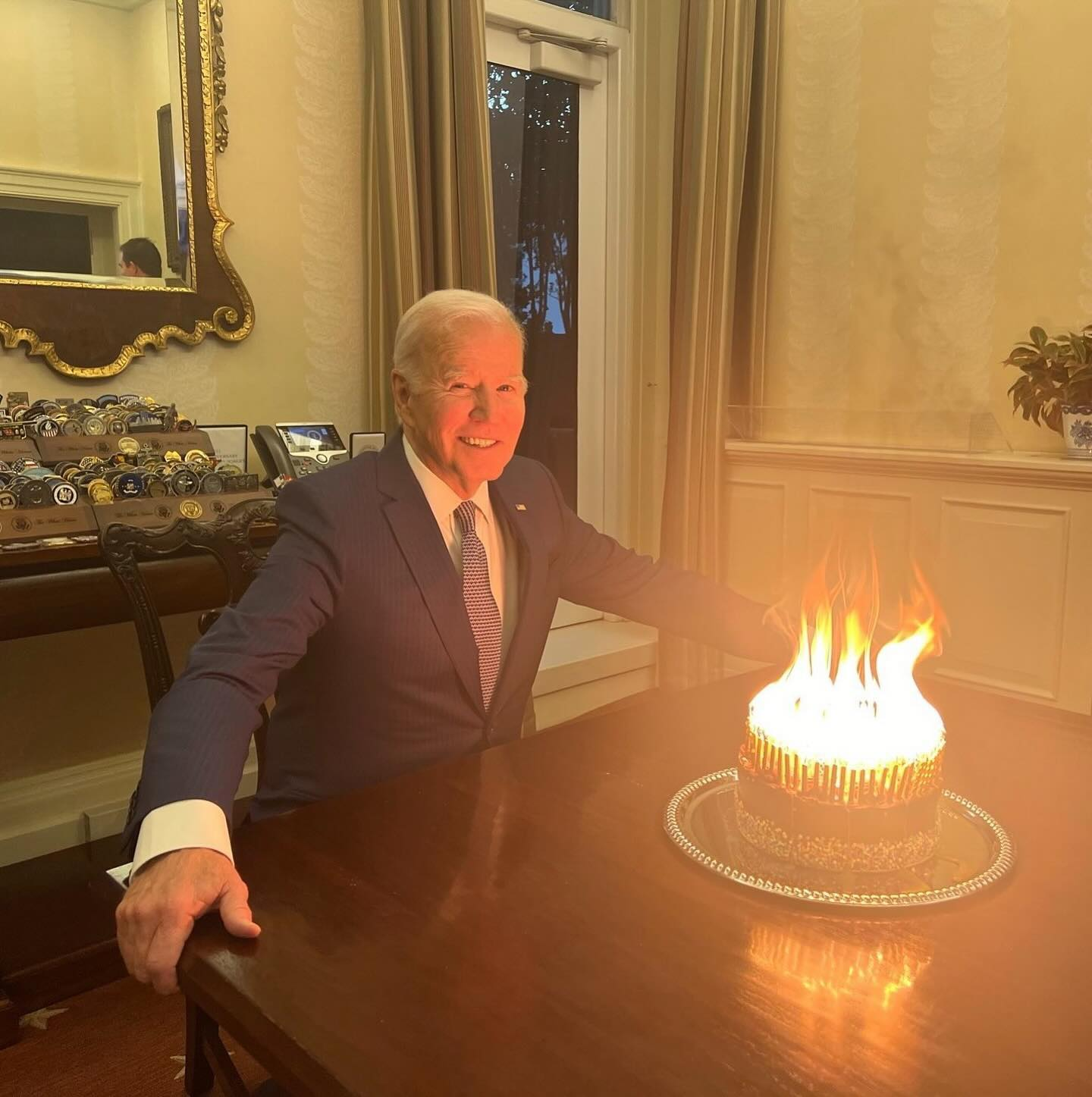
Biden an seinem 81. Geburtstag

Während seiner politischen Karriere, insbesondere jedoch seit der Präsidentschaft und der erneuten Kandidatur für diese, fiel Biden durch einige wirre Äußerungen und bizarre Verhaltensweisen auf. Sein Alter (Biden ist von allen US-Präsidenten der älteste im Amt) und seine öffentlichen Auftritte riefen teilweise Zweifel an seiner Amtseignung hervor.
Sein Leibarzt erklärte ihn hingegen im Februar 2023 und Februar 2024 für uneingeschränkt amtsfähig.
Am 27. Juni 2024 (Ortszeit) fand ein Fernsehduell zwischen Amtsinhaber Biden und Herausforderer Trump zur Präsidentschaftswahl in den Vereinigten Staaten 2024 statt. Länderübergreifend bewerteten Leitmedien Bidens Auftritt als schwach. Dieser habe im Gegensatz zu Trump alt oder sogar greisenhaft, d. h. kraftlos, verwirrt und unkonzentriert, gewirkt. So formulierte Biden mehrmals während der Debatte Sätze, die keinen Sinn ergaben. Dies verstärkte die Zweifel an seiner Eignung für eine zweite Amtszeit. Einen Tag später forderte das Editorial Board der The New York Times, die meistabonnierte Zeitung der Vereinigten Staaten, Biden dazu auf, von einer erneuten Kandidatur abzusehen.
Im Juli 2024 wurde berichtet, dass mehrere Großspender Spendengelder in Höhe von 90 Millionen US-Dollar an die Demokratische Partei zurückhalten würden, solange Biden seine Präsidentschaftskandidatur nicht zurückziehe. Im selben Monat häufte sich die Anzahl der demokratischen Politiker, die sich öffentlich gegen Biden aussprachen. Am 21. Juli 2024 gab Biden schließlich über Social-Media-Kanäle seinen Verzicht auf die erneute Kandidatur bekannt. In einem dabei veröffentlichten offenen Brief begründete er dies damit, dass es im besten Interesse seiner Partei und des Landes sei, sich zurückzuziehen und sich ausschließlich darauf zu konzentrieren, seine Pflichten als Präsident für den Rest der aktuellen Amtszeit zu erfüllen. Am selben Tag empfahl er Vizepräsidentin Kamala Harris als Präsidentschaftskandidatin für die Demokratische Partei. Damit war Biden der erste amtierende Präsident seit Lyndon B. Johnson, der nicht für eine weitere Amtszeit zur Verfügung stand, obwohl sie nach den Bestimmungen des 22. Verfassungszusatzes möglich gewesen wäre.

## Rezeption

### Internationale Politik
Laut Einschätzungen des Politikexperten James M. Lindsay vom Council on Foreign Relations (CFR) haben die Verbesserung der Beziehungen zu traditionellen Verbündeten der Vereinigten Staaten und ein entschiedeneres Auftreten gegenüber der Volksrepublik China unter der Biden-Administration Priorität. Die Beziehungen mit Bündnispartnern sollen repariert werden, um in der internationalen Politik wieder geeint handeln zu können. China soll in seiner herausfordernden Politik verstärkt konfrontiert werden, wobei die Biden-Administration auf den entschiedenen Beistand von Bündnispartnern wie Deutschland hofft. Mit dem Iran will die Biden-Administration an den Verhandlungstisch zurückkehren, um ein neues Atomabkommen aushandeln zu können. Die Biden-Administration möchte außerdem Israel weiterhin unterstützen. Laut Außenminister Antony Blinken soll Trumps Verlegung der US-Botschaft von Tel Aviv nach Jerusalem nicht revidiert werden. Bei anderen Konflikten in der Region, sei es der Krieg in Syrien oder der Gasstreit im Mittelmeer, wollen die Vereinigten Staaten eine zurückhaltende Rolle spielen.

### Recht auf Abtreibung
Biden wurde von katholischen Bischöfen in den Vereinigten Staaten mehrmals unter Druck gesetzt, sich für striktere Abtreibungsregelungen einzusetzen. Erzbischof Joseph Fred Naumann warf der Regierung Biden 2021 vor, „in der Hand von Abtreibungsextremisten“ zu sein.

## Preise und Ehrungen
Das US-Magazin Working Mother zeichnete Biden 2008 für „die Verbesserung der Lebensqualität der Amerikaner mit familienfreundlichen Arbeitsgesetzen“ (Original: improving the American quality of life through family-friendly work policies) aus. Außerdem wurde er ebenfalls 2008 zusammen mit dem Senator Richard Lugar mit dem Hilal-i-Pakistan Verdienstorden für seine beständige Unterstützung Pakistans ausgezeichnet. Der Kosovo verlieh Biden ein Jahr später die Goldene Medaille für Frieden in Anerkennung seines Einsatzes für die Unabhängigkeit des Staates.
Das County Loth verlieh Biden 2016 den Freedom of the City-Preis.
US-Präsident Obama verlieh im Januar 2017 (kurz vor dem Ende seiner Amtszeit) Biden die Presidential Medal of Freedom with Distinction, eine der beiden höchsten Ehrungen in den Vereinigten Staaten. Obama würdigte bei der Verleihung Bidens lebenslangen Einsatz für die Vereinigten Staaten und für seine Mitbürger.
Das US-Nachrichtenmagazin Time ernannte Biden und seine Vizepräsidentin Kamala Harris am 10. Dezember 2020 (kurz nach ihrem Wahlsieg) zur Person of the Year.
Während eines Deutschlandbesuches am 18. Oktober 2024 wurde Biden von Bundespräsident Frank-Walter Steinmeier mit der Sonderstufe des Großkreuzes des Bundesverdienstordens ausgezeichnet.
Wenige Tage vor seinem Amtszeitende erhielt Biden mit der Medal for Distinguished Public Service die höchste zivile Auszeichnung des US-amerikanischen Verteidigungsministeriums. Sie wurde ihm von seinem Verteidigungsminister Lloyd Austin verliehen.

## Dokumentarfilme
- Joe Biden: Comeback King. 60 Min. Ein Film von Finlay Bald und Danielle Winter. Vereinigte Staaten 2020.[240]
- Amerika hat die Wahl: Trump gegen Biden. 110 Min. Ein Film von Michael Kirk und Mike Wiser. Vereinigte Staaten 2020.[241]
- Joe Biden – Das Porträt. 52 Min. Ein Film von Michael Kirk und Mike Wiser. Vereinigte Staaten 2021.[242]

## Schriften
- Promises to Keep. On Life and Politics. Random House, New York 2007, ISBN 978-1-4000-6536-3.
- Promise Me, Dad. A Year of Hope, Hardship, and Purpose. Flatiron Books, New York 2017, ISBN 978-1-250-17167-2.
  - deutsch: Versprich es mir: Über Hoffnung am Rande des Abgrunds. Aus dem Amerikanischen von Henning Dedekind und Friedrich Pflüger. C.H. Beck, München 2020, ISBN 978-3-406-76713-5.